# Vince McMahon
Vincent Kennedy McMahon (Pinehurst, 24 de agosto de 1945) é um promotor, executivo e proprietário de mídia norte-americano. Foi presidente e CEO da WWE entre 1980 a 2022, a maior promoção de luta livre profissional do mundo. Ele também é o fundador e proprietário da Alpha Entertainment. É o ex presidente da TKO Group Holdings, empresa originada a partir da fusão entre WWE e Ultimate Fighting Championship (UFC).
Formou-se na Universidade da Carolina do Leste em 1968. Durante a maior parte da década de 1970, comentou sobre a WWWF de seu pai, Vincent J. McMahon, e comprou-a em 1982, quase monopolizando a indústria, que antes operava como feudos separados nos Estados Unidos. Isso levou ao desenvolvimento da WrestleMania anual, que desde então se tornou o evento de wrestling profissional de maior sucesso de todos os tempos. A WWE enfrentou a concorrência da indústria da World Championship Wrestling (WCW) na década de 1990, antes de comprar a empresa concorrente em 2001. A WWE também comprou os ativos da extinta Extreme Championship Wrestling (ECW) em 2003.
McMahon embarcou em vários empreendimentos relacionados à WWE; em 2014, ele lançou a WWE Network, um serviço de streaming de vídeo sob demanda por assinatura. McMahon também possui outras subsidiárias da WWE relacionadas a multimídia, como filmes, músicas e revistas, bem como um sistema escolar profissional de luta livre. Fora do wrestling, McMahon foi co-proprietário e operou a XFL, uma liga de futebol, duas vezes; ambas as iterações dobraram após uma única temporada com a segunda devido à pandemia do COVID-19. Ele também liderou a Federação Mundial de Culturismo e é co-proprietário da marca de roupas Tapout.
McMahon tem sido um rosto familiar para os fãs de wrestling desde os anos 1970, com sua carreira voltada para o público dividida em dois períodos distintos: antes de 1997, quando ele foi apresentado quase exclusivamente como um locutor bem-apessoado, play-by-play, e sua propriedade do a promoção era muito raramente sugerida; e depois, quando ele adaptou sua personalidade da vida real para criar a gimmick de Mr. McMahon. Como Mr. McMahon, ele é um tirano irascível que anda descontroladamente, vestindo terno e obcecado em manter o controle rígido e orientado pela agenda de sua empresa a todo e qualquer custo, com o bordão rosnado "You'rrre firrred!!! (Você está demitido!!!)". Nessa semelhança, ele introduziu vários talentos da WWF/E em seu Mr. McMahon: Kiss My Ass Club, no qual ele expôs suas nádegas e forçou o talento a se ajoelhar e beijar suas nádegas. Sob seu truque de Mr. McMahon, ele ocasionalmente competiu em lutas e se tornou bicampeão mundial, vencedor de uma partida Royal Rumble e várias vezes em pay-per-view.
Vince é o membro vivo mais velho da família McMahon que ainda está envolvido na indústria do wrestling, e é um promotor de wrestling de terceira geração, seguindo seu avô Jess e seu pai Vincent. Ele se casou com Linda em 1966, é pai de Stephanie e Shane e sogro de Triple H.

## Início de vida
Vincent Kennedy McMahon nasceu em 24 de agosto de 1945, em Pinehurst, Carolina do Norte, o filho mais novo de Victoria (nascida Hanner, mais tarde Askew) e Vincent James McMahon. O pai de McMahon deixou a família quando ele ainda era um bebê, e levou seu filho mais velho, Rod, com ele, então ele não conheceu seu pai até os 12 anos. O avô paterno de McMahon foi o também promotor Roderick James "Jess" McMahon, cujos pais eram imigrantes de ascendência irlandesa, do Condado de Galway. Sua avó paterna, Rose Davis, também era descendente de irlandeses. McMahon foi criado como Vinnie Lupton e passou a maior parte de sua infância morando com sua mãe e padrastos. McMahon afirmou que um de seus padrastos, Leo Lupton, costumava bater em sua mãe e o atacou quando ele tentou protegê-la. Mais tarde, ele disse: "É lamentável que ele tenha morrido antes que eu pudesse matá-lo. Eu teria gostado disso."

## Carreira como empresário

### World Wide Wrestling Federation (1969–1979)
McMahon conheceu o promotor da Capitol Wrestling Corporation (CWC), seu pai, Vincent J. McMahon, quando tinha 12 anos. Nesse ponto, McMahon se interessou em seguir os passos de wrestling profissional de seu pai e muitas vezes o acompanhava em viagens ao Madison Square Garden. McMahon queria ser um lutador, mas seu pai não o deixou explicar que os promotores não apareciam no show e deveriam ficar longe de seus lutadores.
Em 1968, McMahon se formou na Universidade da Carolina do Leste com um diploma de negócios e depois de uma carreira indescritível como vendedor ambulante, ele estava ansioso para assumir um papel gerencial na promoção da World Wide Wrestling Federation de seu pai. Em 1969, McMahon fez sua estreia como locutor no ringue do All-Star Wrestling da WWWF. Em 1971, foi designado para um pequeno território no Maine, onde promoveu seu primeiro card. Mais tarde, ele se tornou o comentarista de partidas de televisão depois de substituir Ray Morgan em 1971, um papel que manteve regularmente até novembro de 1997.
Na década de 1970, McMahon tornou-se uma força proeminente na empresa de seu pai e, na década seguinte, ajudou seu pai a triplicar a distribuição de TV. Ele pressionou pela renomeação da empresa para World Wrestling Federation (WWF). O jovem McMahon também estava por trás da luta entre Muhammad Ali e Antonio Inoki em 1976. Em 1979, o jovem McMahon e sua esposa, Linda, fundaram sua própria empresa, Titan Sports, que foi incorporada no ano seguinte, e em 1982, adquiriu o controle da CWC de seu pai doente (que morreu em maio de 1984).

### World Wrestling Federation/World Wrestling Entertainment/WWE

#### Wrestling nos anos 80/Era de Ouro
Em 21 de fevereiro de 1980, McMahon fundou oficialmente a Titan Sports e a sede da empresa foi estabelecida em South Yarmouth, Massachusetts, usando o extinto Cape Cod Coliseum como base para a empresa. McMahon tornou-se então presidente da empresa e sua esposa, Linda, tornou-se a "co-chefe executiva". Quando ele comprou a WWF, o wrestling profissional era um negócio administrado por promoções regionais. Vários promotores entenderam que não invadiriam os territórios uns dos outros, já que essa prática perdurava há décadas; McMahon tinha uma visão diferente do que a indústria poderia se tornar. Em 1983, a WWF se separou da National Wrestling Alliance pela segunda vez, depois de inicialmente se separar deles em 1963, antes de se juntar a eles em 1971. A NWA tornou-se o órgão governante de todos os territórios regionais em todo o país e até o Japão.
Ele começou a expandir a empresa nacionalmente promovendo em áreas fora do nordeste dos EUA e contratando talentos de outras empresas, como a American Wrestling Association (AWA). Em 1984, ele recrutou Hulk Hogan para ser o novo megastar carismático da WWF, e os dois rapidamente atraíram a ira dos colegas da indústria quando a promoção começou a viajar e transmitir em territórios rivais. No entanto, McMahon (que ainda liderava como o locutor de babyface da WWF) criou The Rock 'n' Wrestling Connection incorporando estrelas da música pop em histórias de wrestling. Como resultado, o WWF foi capaz de expandir sua base de fãs para um público nacional, já que a promoção foi apresentada fortemente na programação da MTV. Em 31 de março de 1985, ele dirigiu a primeira WrestleMania no Madison Square Garden, disponível em circuito fechado de televisão em vários mercados nos Estados Unidos. O sucesso de McMahon em dar à luz a WrestleMania na década de 1980 teve um impacto significativo no boom do wrestling profissional da década de 1980 durante a Era de Ouro.
Durante o final da década de 1980, McMahon moldou a WWF em uma marca de entretenimento esportivo única que alcançou o público familiar enquanto atraía fãs que não prestavam atenção ao wrestling profissional antes. Ao direcionar suas histórias para supercards altamente divulgados, McMahon capitalizou um fluxo de receita incipiente promovendo esses eventos ao vivo na televisão pay-per-view. Em 1987, a WWF supostamente atraiu 93.173 fãs para o Pontiac Silverdome (que foi chamado de "maior multidão na história do entretenimento esportivo") para a WrestleMania III, que contou com o evento principal de Hulk Hogan vs. André the Giant.

#### Era da Nova Geração
Em 1993, a empresa entrou na Era da Nova Geração. A Era foi um dos momentos mais difíceis de McMahon desde que assumiu a empresa, com os negócios subindo e descendo com vários projetos na empresa.

#### Attitude Era
Depois de lutar contra a World Championship Wrestling de Ted Turner (WCW), McMahon cimentou a WWF como a principal promoção de wrestling no final da década de 1990, ao iniciar uma nova estratégia de marca que acabou devolvendo a WWF à proeminência. Sentindo uma mudança pública em direção a uma base de fãs mais endurecida e cínica, McMahon redirecionou as histórias para um modelo mais orientado para os adultos. O conceito ficou conhecido como "WWF Attitude" e McMahon começou a nova era ao manipular o Campeonato da WWF longe de Bret Hart no Survivor Series (agora conhecido como "Montreal Screwjob"). McMahon, que, durante anos, minimizou sua propriedade da empresa e era conhecido principalmente como comentarista, envolveu-se nas histórias da WWF como o malvado Mr. McMahon, que começou uma rivalidade lendária com Stone Cold Steve Austin, que desafiou sua autoridade. Como resultado, a WWF de repente se viu de volta à cultura pop nacional, atraindo milhões de espectadores para suas transmissões semanais do Monday Night Raw, que se classificou entre os programas de maior audiência na televisão a cabo. Em outubro de 1999, McMahon liderou a WWF em uma oferta pública inicial de ações da empresa. Além disso, durante a Attitude Era, a empresa abraçou esse período incorporando linguagem chula, violência gráfica e estipulações controversas, como partidas de sutiã e calcinha.

#### Monday Night Wars e aquisição da WCW e ECW
Em 24 de junho de 1999, McMahon apareceu no programa Late Night with Conan O'Brien e falou sobre como ele via Ted Turner como seu concorrente rival, afirmando que "Tudo o que vou dizer sobre Ted é que ele é um filho da puta, fora isso, ele provavelmente não é um cara mau, mas eu não gosto nada dele".
McMahon mais tarde saiu vitorioso contra Ted Turner e World Championship Wrestling (WCW) nas classificações de TV no Monday Night Wars após uma perda inicial de audiência de TV de 84 semanas para a WCW  e depois adquiriu o desvanecimento World Championship Wrestling (WCW) da Turner Broadcasting System em 23 de março de 2001, com o fim do Monday Night Wars. Em 1.º de abril de 2001, a Extreme Championship Wrestling (ECW) entrou com pedido de falência, deixando a WWF como a última grande promoção de wrestling naquela época. McMahon mais tarde adquiriu os ativos da ECW em 28 de janeiro de 2003.
Em setembro de 2020, o promotor de wrestling profissional, o WWE Hall da Fama e o ex-presidente da WCW Eric Bischoff revelaram que durante este período do Monday Night Wars nas batalhas de classificação de TV entre WWE e WCW "Vince estava pedindo muito para Ted. Ele estava tentando envergonhar Ted, tentando criar alguma ansiedade com os acionistas da Turner Broadcasting. Vince estava tentando criar alguma inquietação e ansiedade sendo muito, muito crítico sobre a WCW" e "sempre que você via sangue na WCW, Vince escrevia essas cartas de a corte do rei para Ted criticando ele, e WCW, e a saúde e bem-estar do talento dizendo que é nojento, é uma porcaria e tudo isso. E então ele se virou e fez a mesma coisa um mês depois. Nenhum de nós levou qualquer uma dessas cartas muito a sério, e era bastante óbvio o que Vince estava tentando fazer. Todos nós apenas rimos sobre isso".
Em uma teleconferência em 2021, McMahon descreveu a "situação em que "marés crescentes" porque foi quando Ted Turner estava vindo atrás de nós com todos os ativos da Time Warner também".

#### Alteração do nome da empresa e transição para a Ruthless Aggression
Em 5 de maio de 2002, a World Wrestling Federation anunciou que estava mudando o nome da empresa e o nome de sua promoção de luta livre para World Wrestling Entertainment (WWE) depois que a empresa perdeu um processo iniciado pelo World Wildlife Fund sobre a marca WWF. Uma decisão desfavorável foi inicialmente causada em sua disputa, com o World Wildlife Fund em relação ao inicialismo "WWF" e a empresa observando que oferecia uma oportunidade para enfatizar seu foco no entretenimento. Pouco depois, a empresa fez a transição para sua Era Ruthless Aggression quando McMahon se referiu oficialmente à nova era como "Ruthless Aggression" em 24 de junho de 2002. Este período ainda apresentava muitos elementos semelhantes de seu antecessor, a Attitude Era, incluindo os níveis de violência, sexo e palavrões, mas havia menos conteúdo politicamente incorreto, e uma ênfase adicional na luta livre foi apresentada.

#### PG Era
Em 2008, a WWE entrou na Era PG. McMahon também afirmou que a Attitude Era do final dos anos 1990 e início dos anos 2000 foi o resultado da competição da WCW e forçou a empresa a "ir para a jugular". Devido ao fim da WCW em 2001, McMahon diz que eles "não precisam" atrair os espectadores da mesma maneira e que durante a era PG "muito mais roteirizada", a WWE poderia "dar ao público o que eles querem de uma maneira muito mais maneira sofisticada". McMahon também afirmou que a mudança para o PG cortou o "excesso" da Attitude Era e "iniciou uma nova era de narrativa refinada e convincente". McMahon também tem mais voz na direção criativa da empresa WWE. A mudança para a Era PG também tornou a promoção mais atraente para patrocinadores corporativos.
Em 2019, a All Elite Wrestling de Tony Khan (mais conhecida como AEW) surgiu como a segunda maior promoção de wrestling profissional no mercado depois da WWE, e durante uma teleconferência em 25 de julho de 2019, McMahon anunciou uma nova direção para a WWE, onde afirmou que seria "um pouco mais ousado, mas ainda permaneceria no ambiente PG". Em outra teleconferência em 29 de julho de 2021, McMahon afirmou que não considera a concorrência da AEW e que "não tinha tanta certeza de quais são seus investimentos no que diz respeito ao talento".

### Outros negócios

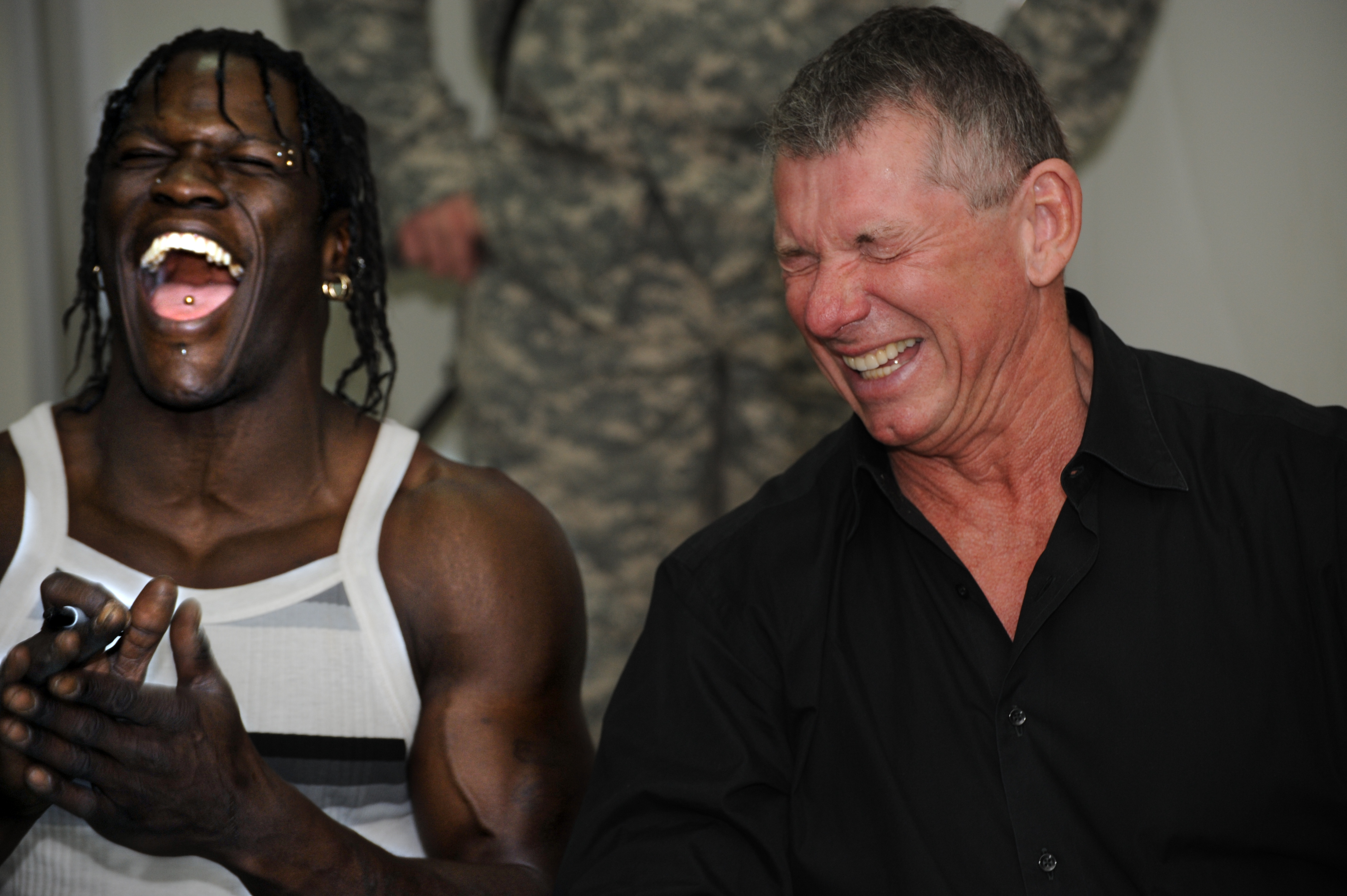
McMahon compartilhando uma piada com Ron Killings no evento Tribute to the Troops de 2008.

Em 1979, Vince e Linda compraram o Cape Cod Coliseum e os Cape Cod Buccaneers da Atlantic Coast Hockey League. Além de pro wrestling e hóquei, eles começaram a esgotar shows de rock (incluindo Van Halen e Rush) em meses fora do verão, tradicionalmente considerados não lucrativos devido à falta de turistas. Este empreendimento levou os McMahons a se juntarem à Associação Internacional de Gerentes de Arena, aprendendo os detalhes do negócio da arena e fazendo networking com outros gerentes através de conferências da IAAM, que Linda mais tarde chamou de grande benefício para o sucesso da WWE.
Em 1990, McMahon fundou a organização World Bodybuilding Federation, que faliu em 1992.
Em 2000, McMahon novamente se aventurou fora do mundo do wrestling profissional ao lançar a XFL, uma liga profissional de futebol americano. A liga começou em fevereiro de 2001, com McMahon fazendo uma aparição no primeiro jogo, mas desistiu após uma temporada devido à baixa audiência na televisão. Isso não foi até 25 de janeiro de 2018, quando ele anunciou sua ressurreição. A liga entrou com pedido de falência em 13 de abril de 2020.
Em fevereiro de 2014, McMahon ajudou a lançar um serviço de streaming chamado WWE Network.
Em 2017, McMahon estabeleceu e financiou pessoalmente a Alpha Entertainment, uma entidade separada da WWE.

## Carreira na luta livre profissional

### World Wide/World Wrestling Federation/Entertainment/WWE

#### Comentarista (1971–1997)
Antes da evolução do personagem Mr. McMahon, McMahon era visto principalmente como um comentarista na televisão, com seu envolvimento nos bastidores geralmente mantido fora da televisão por razões baseadas em kayfabe. Embora ele tenha se identificado publicamente como o proprietário da WWF fora da programação, na televisão sua propriedade da WWF foi considerada um segredo aberto até meados da década de 1990. Jack Tunney foi retratado como o presidente da WWF em vez dele.
McMahon fez sua estreia como comentarista em 1971, quando substituiu Ray Morgan depois que Morgan teve uma disputa salarial com o pai de McMahon, Vincent J. McMahon, pouco antes de uma gravação programada na televisão. O McMahon mais velho deixou Morgan andar em vez de ceder às suas exigências e precisava de um substituto no local, oferecendo-o ao filho. Para o jovem McMahon, também foi um compromisso, pois permitiu que ele aparecesse na televisão. McMahon queria ser um lutador, mas seu pai não o deixou, explicando que os promotores não apareciam no programa e deveriam ficar longe de seus lutadores.
McMahon acabou se tornando o comentarista regular e manteve esse papel até novembro de 1997, retratando-se originalmente como gentil e diplomático, mas de 1984 em diante como facilmente animado e exagerado. Além das lutas, McMahon também organizou outros shows da WWF e introduziu a programação da WWF na TBS no Black Saturday, após a aquisição da Georgia Championship Wrestling pela WWF e seu lucrativo horário de sábado à noite (McMahon vendeu o horário para Jim Crockett Promotions após a mudança sair pela culatra em ele e ele eventualmente adquiriu a empresa sucessora do JCP, World Championship Wrestling, da AOL Time Warner em 2001). No Slammy Awards de 1987, McMahon se apresentou em um número musical e cantou a música "Stand Back". O excêntrico vídeo "Stand Back" ressurgiu várias vezes ao longo dos anos como uma piada entre McMahon e qualquer lutador face com quem ele está brigando naquele momento em particular, e foi incluído no DVD McMahon de 2006.
Tal como acontece com a maioria dos comentaristas play-by-play, McMahon era um babyface "voz dos fãs", em contraste com o comentarista heel, geralmente Jesse Ventura, Bobby Heenan ou Jerry Lawler. Enquanto a maior parte da fisicalidade de McMahon na tela ocorreu durante seu personagem "Mr. McMahon" mais tarde em sua carreira, ele esteve envolvido em altercações físicas na televisão WWF apenas algumas vezes como comentarista ou apresentador; em 1977, quando ele e Arnold Skaaland foram atingidos por trás pelo Capitão Lou Albano (como parte de um enredo kayfabe "Gerente do Ano", quando Albano estava descontente por perder para Skaaland); em 1985, quando Andre the Giant o agarrou pelo colarinho durante uma entrevista no Tuesday Night Titans (Andre ficou irritado com as perguntas de McMahon sobre sua rivalidade com Big John Studd e sua luta na primeira WrestleMania); no episódio de 28 de setembro de 1991 do WWF Superstars of Wrestling, quando Roddy Piper erroneamente o acertou com uma cadeira dobrável voltada para Ric Flair (exigindo que McMahon fosse retirado da arena em uma maca), e novamente em 8 de novembro de 1993 episódio do Monday Night Raw, quando Randy Savage o jogou no chão em uma tentativa de atacar Crush depois que McMahon tentou contê-lo. McMahon também pode ser visto gritando com médicos e funcionários da WWF durante o episódio de 26 de maio de 1990 do WWF Superstars of Wrestling (depois que Hulk Hogan foi atacado por Earthquake durante um segmento do The Brother Love Show), quando Hogan não foi removido da arena rápido o suficiente.

#### Início do personagem Mr. McMahon (1996–1997)
Ao longo do final de 1996 e em 1997, McMahon lentamente começou a ser referido como o proprietário na televisão WWF, permanecendo como comentarista principal da empresa. No Monday Night Raw de 23 de setembro de 1996, Jim Ross fez uma promo de filmagem durante a qual ele atropelou McMahon, expondo-o como presidente e não apenas como comentarista pela primeira vez nas histórias da WWF. Isso foi seguido no Raw de 23 de outubro com Stone Cold Steve Austin referindo-se ao então presidente da WWF Gorilla Monsoon como "apenas um fantoche" e que era McMahon "puxando todas as cordas". O WWF Raw Is War de 17 de março de 1997 é citado por alguns como o início do personagem Mr. McMahon, pois depois que Bret Hart perdeu para Sycho Sid em uma luta em uma jaula de aço pelo Campeonato da WWF, Hart se envolveu em um discurso cheio de palavrões contra McMahon e gestão do WWF. Este discurso seguiu Hart empurrando McMahon para o chão quando ele tentou realizar uma entrevista pós-jogo. McMahon, ele mesmo, voltou à posição de comentarista e quase amaldiçoou Hart antes de ser acalmado por Ross e Lawler.
McMahon permaneceu em grande parte como comentarista após o incidente de Bret Hart no Raw. Em 22 de setembro de 1997, no primeiro Raw a ser transmitido do Madison Square Garden, o irmão de Bret, Owen Hart, estava fazendo um discurso para os fãs presentes. Durante seu discurso, Stone Cold Steve Austin entrou no ringue com cinco oficiais do NYPD seguindo e agrediu Hart. Quando parecia que Austin iria lutar contra os oficiais, McMahon correu para o ringue para lhe dizer que ele não poderia competir fisicamente; na época, Austin estava se recuperando de uma fratura no pescoço depois que Owen Hart errou um piledriver em sua partida contra Austin no SummerSlam. Depois de dizer a McMahon que ele respeita o fato de que ele e a WWF se importavam, Austin atacou McMahon com um Stone Cold Stunner, deixando McMahon em choque. Austin foi então preso sob a acusação de invasão, agressão e agressão a um policial. Isso marcou o início da rivalidade Austin-McMahon.
No Survivor Series em 1997, Bret Hart defendeu seu Campeonato da WWF contra o rival de longa data Shawn Michaels no evento principal. Durante a luta, Michaels aplicou a manobra de submissão de Hart, The Sharpshooter, em Hart. Embora Hart não tenha se submetido, McMahon ordenou que o árbitro tocasse a campainha, tirando Hart do título e tornando Michaels o campeão e fazendo McMahon virar heel pela primeira vez na televisão da WWF. Este incidente foi posteriormente apelidado de "Montreal Screwjob". Após o incidente, McMahon deixou a mesa de comentários para sempre (Jim Ross substituiu McMahon como comentarista principal) e o personagem Mr. McMahon começou.

#### Rivalidade com Stone Cold Steve Austin (1997–1999)
Em dezembro de 1997 no Raw Is War, na noite após D-Generation X: In Your House, McMahon falou sobre o comportamento e atitude de Stone Cold Steve Austin, como Austin ter agredido o comissário da WWF Sgt. Slaughter e comentaristas como Jim Ross e o próprio McMahon. Mr. McMahon exigiu que Austin defendesse seu Campeonato Intercontinental contra The Rock em uma revanche. Como na partida anterior, Austin usou sua caminhonete como arma contra The Rock e a gangue Nation of Domination. Austin decidiu perder o título para The Rock, mas em vez disso, Austin deu a The Rock um Stone Cold Stunner e derrubou McMahon das cordas do ringue.
No episódio de 19 de janeiro de 1998 do Raw Is War, McMahon chamou Mike Tyson ao ringue para um grande anúncio. Antes que McMahon pudesse fazer o anúncio (que Tyson serviria como um executor do ringue na WrestleMania XIV para a luta pelo Campeonato da WWF entre Stone Cold Steve Austin e Shawn Michaels), Austin interrompeu e confrontou Tyson, culminando com Austin exibindo seu dedo médio bem no rosto de Tyson. Tyson empurrou Austin, momento em que a segurança do WWF e a comitiva de Tyson intervieram e separaram os dois homens. McMahon ficou furioso com as ações de Austin gritando "VOCÊ ARRUINOU" e teve que ser impedido de atacar o próprio Austin.
Na edição de 2 de março do Raw Is War, Mike Tyson se juntou ao D-Generation X, liderado pelo Campeão da WWF Shawn Michaels. Uma semana depois, Austin chamou McMahon indignado com o alinhamento de Tyson com Michaels. Austin abusou verbalmente de McMahon e tentou provocar um agitado McMahon para bater nele (Austin), mas McMahon saiu. No episódio seguinte do Raw Is War, McMahon afirmou que não havia acertado Austin no episódio anterior do Raw, pois não queria arruinar o evento principal da WrestleMania XIV. Solicitado a explicar o que isso significava, McMahon afirmou que Austin não seria capaz de competir com uma mandíbula quebrada. Após tentativas iniciais de evitar a questão de saber se ele queria que Austin se tornasse campeão da WWF, McMahon finalmente respondeu com "não é apenas um "não", é um OH HELL NO" imitando o bordão "hell yeah" de Austin. McMahon não se envolveu durante o evento principal da WrestleMania XIV, durante o qual Mike Tyson virou contra Shawn Michaels e ajudou Austin a se tornar campeão da WWF.
No Raw Is War de 30 de março, na noite após Austin ganhar o título da WWF na WrestleMania XIV, McMahon o presenteou com um novo cinturão e avisou Austin que ele não aprovava sua natureza rebelde. Austin respondeu entregando o Stone Cold Stunner a McMahon pela segunda vez. No episódio de 13 de abril do Raw Is War, parecia que Austin e McMahon iriam lutar contra suas diferenças em uma luta real, mas a luta foi declarada sem competição quando Dude Love interferiu. Isso marcou a primeira vez desde 10 de junho de 1996, que Raw venceu Nitro da WCW nas classificações. Isso levou a uma luta pelo título entre Dude Love e Austin no Unforgiven, para a qual McMahon sentou ao lado do ringue e tentou ajudar Dude Love a vencer a luta. Dude Love acabou vencendo por desqualificação quando Austin acertou McMahon com uma cadeira. Austin manteve o título que não poderia mudar de mãos por desqualificação sob as regras regulares da partida. Em uma revanche pelo título no Over the Edge: In Your House, Austin novamente manteve, apesar de McMahon ser o árbitro e seus "Corporate Stooges", Gerald Brisco e Pat Patterson, como cronometrista e locutor do ringue, respectivamente. Enquanto McMahon estava incapacitado por um tiro acidental na cadeira de Dude Love, Austin entregou o Stone Cold Stunner a Dude Love e usou a mão de McMahon para contar sua vitória por pinfall.
No outono de 1998, McMahon disse que estava "muito doente e cansado" de ver Stone Cold Steve Austin como o Campeão da WWF e desenvolveu um "plano mestre" para remover o título de Austin. Ao empregar os serviços de The Undertaker e Kane, McMahon preparou uma luta triple threat pelo Campeonato da WWF no Breakdown: In Your House, na qual Undertaker e Kane só poderiam vencer ao fazer o pin em Austin. No Breakdown, Austin perdeu o título depois de ser derrotado simultaneamente por Undertaker e Kane. No entanto, nenhum novo campeão foi coroado. Na noite seguinte no Raw Is War, McMahon tentou anunciar um novo campeão da WWF. Ele realizou uma cerimônia de apresentação e apresentou The Undertaker e Kane. Depois de dizer que ambos mereciam ser o campeão da WWF, Austin dirigiu um Zamboni para a arena e atacou McMahon antes que os policiais o parassem e o prendessem. Como The Undertaker e Kane não conseguiram defender McMahon de Austin, McMahon não nomeou um novo campeão, mas fez uma luta no Judgment Day: In Your House entre The Undertaker e Kane com Austin como árbitro especial. Isso levou The Undertaker e Kane a atacar Mr. McMahon, ferindo seu tornozelo porque ele lhes deu o dedo atrás das costas.

#### Era McMahon-Helmsley (2000—2001)
Mc Mahon participou de uma stable chamada de "McMahon-Helmsley". Essa stable foi composta entre diversos personagens, tais como a D-Generation X, a Família McMahon, Kevin Kelly e Vince Russo.

#### Disputas por poder (2001—2005)
No Royal Rumble, Flair derrotou McMahon em uma Street Fight. No SmackDown!, quatro dias depois, McMahon afirmou que, sob a liderança de Flair, a empresa iria acabar e que apenas ele, o criador da WWF, poderia destruí-la. Por fim, ele anunciou a estreia da new World order (nWo, formada por Hollywood Hulk Hogan, Scott Hall e Kevin Nash), que seria responsável pela destruição da WWF. Ele usou o retorno da nWo para chantagear Flair e obrigá-lo a vender sua metade da companhia e deixar a WWF, mas ele acabou impedido por Stone Cold Steve Austin.
No Raw de 11 de fevereiro, McMahon se reconciliou com Stephanie e a acompanhou na renovação de seus votos matrimoniais com Triple H. Durante a cerimônia, ao descobrir que Stephanie havia mentido sobre sua gravidez, Triple H anunciou o fim do casamento (na história) e socou Vince. Em 11 de março, McMahon conseguiu controle total da companhia após convencer a junta diretora de que Flair estava descontrolado por sua luta contra The Undertaker no WrestleMania X8. No Raw após o WrestleMania, Linda McMahon deu o controle do Raw para Flair e do SmackDown! para Vince. No Raw seguinte, durante a divisão do elenco, McMahon selecionou para o SmackDown! The Rock, Kurt Angle, Chris Benoit, Hogan, Billy e Chuck, Edge, Rikishi, D-Von Dudley, Mark Henry e Maven. No SmackDown! de 28 de março, Vince e Angle derrotaram Flair e Triple H. Ele retornou ao Raw em 1 de abril para tentar contratar Austin, sem sucesso. Três dias depois ele nomeou Hogan como o desafiante pelo Campeonato da WWF de Triple H no Backlash. Ele contratou Stacy Keibler como sua assistente na semana seguinte. McMahon desafiou Flair para uma luta No Holds Barred no Raw de 10 de junho pelo controle total da companhia. Com interferência de Brock Lesnar, McMahon derrotou Flair e tomou controle da empresa. Durante o Raw de 17 de junho, McMahon confirmou que Austin havia legitimamente abandonado a empresa e o agradeceu pela sua contribuição à companhia.
McMahon adotou uma personalidade mais brutal durante o Raw de 24 de junho, fazendo um discurso para todo o elenco, lhes dizendo só ter tido sucesso por ter usado de agressão e crueldade, e incitou os lutadores a fazerem o mesmo. O discurso de McMahon marcou o início da era da "Ruthless Aggression". Na mesma noite, para se livrar de lutadores que não gostava, McMahon forçou Tommy Dreamer e Raven a lutarem, com o perdedor sendo expulso do Raw. Ele anunciou o fim da nWo no Raw de 15 de julho, quando também nomeou Eric Bischoff como Gerente Geral do Raw. No SmackDown! seguinte, ele nomeou Stephanie como Gerente Geral do programa.
Ele retornou durante o Raw de 13 de janeiro de 2003, encerrando a suspensão dos Dudley Boyz e dando para Bischoff 30 dias para melhorar o programa, ameaçando-o de demissão caso não conseguisse. No SmackDown! de 23 de janeiro, confrontando Hulk Hogan e afirmando que a "Hulkamania" estava morta. Ao fim da discussão, Hogan socou McMahon e jogou sua camiseta em seu rosto. Na semana seguinte, McMahon marcou um combate entre Hogan e The Rock no No Way Out. Ele demitiu Bischoff durante o Raw de 10 de fevereiro, o recontratando imediatamente após saber da contratação de Austin. Por fim, ele marcou para o No Way Out um combate entre Bischoff e Austin. Durante o combate entre Rock e Hogan no No Way Out, McMahon, mancomunado com o árbitro Sylvain Grenier, causou uma distração e permitiu que Rock vencesse. Com Vince e Hogan disputando o crédito pelo sucesso da carreira de Hogan na WWF, os dois concordaram em se enfrentar no WrestleMania XIX durante o SmackDown! de 6 de março. Após atacar Hogan com uma cadeira durante o SmackDown! de 20 de março, McMahon o forçou a assinar o contrato da luta com seu próprio sangue. Mesmo com interferência de Grenier e "Rowdy" Roddy Piper, McMahon foi derrotado por Hogan em uma Street Fight no WrestleMania.
No SmackDown! após o WrestleMania, McMahon decidiu continuar sua missão de destruir a "Hulkamania", forçando Hogan a cumprir seu contrato sem aparecer na WWE. A estratégia fez com que Hogan passasse a usar uma máscara e o nome de "Mr. America", sendo contratado para o SmackDown! por Stephanie. Vince confrontou Mr. America no segmento de entrevistas de Roddy Piper, Piper's Pit, o ameaçando de processo e demissão. No entanto, o novo contrato com Stephanie não permitia estas sanções. Ao tentar desmascarar Mr. America, McMahon acabou nocauteando sua filha. Para provar que Mr. America era Hogan, Vince contratou Sable (com quem, na história, estava tendo um relacionamento extraconjugal) como assistente de Stephanie, forçou Mr. America a ser analisado por um polígrafo e passou a atacar Zach Gowen, um aliado de Hogan com uma prótese no lugar de uma de suas pernas. Entre os ataques contra Gowen, McMahon mandou prendê-lo ao dizer que ele não havia autorização para estar na arena em 22 de maio e trapacear em uma disputa de braço de ferro pelo contrato de Zach.

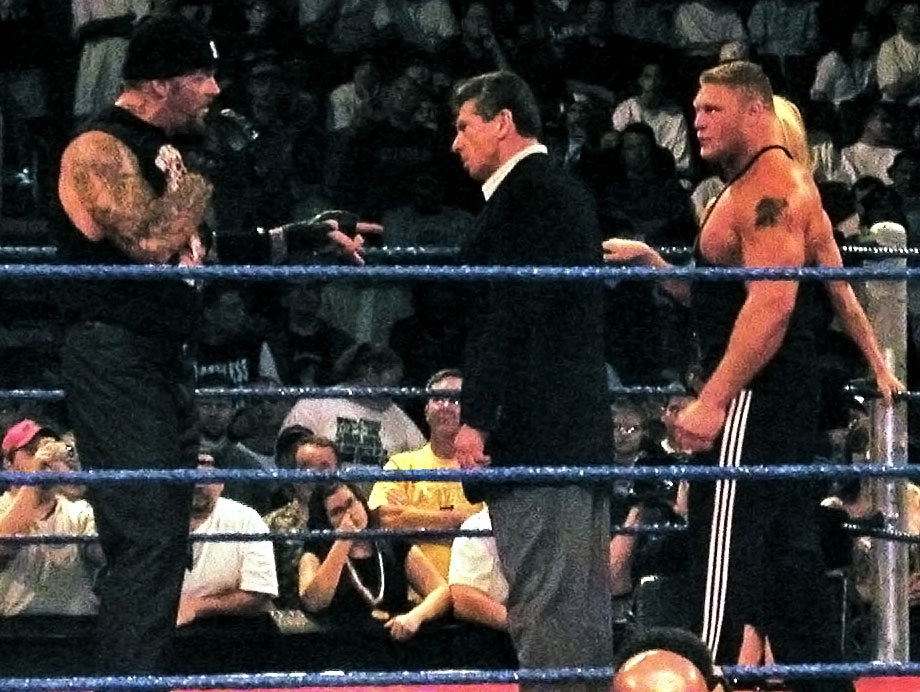
McMahon, com Brock Lesnar e Sable, confrontando The Undertaker no SmackDown!

Em 19 de junho, após fazer Sable seduzir Gowen apenas para humilhá-lo, McMahon foi confrontado por Stephanie, que o acusou de usá-la, quando menor de idade, como ferramenta para fechar negócios, deixando implícito que Vince a prostituía para outros promotores de luta.

#### Rivalidade com DX e Donald Trump (2005—2007)
Durante o Royal Rumble de 2005, McMahon teve de ir ao ringue para resolver a disputa entre John Cena e Batista, já que ambos haviam sido eliminados do combate ao mesmo tempo. Ao entrar no ringue, McMahon rasgou ambos os quadríceps, sendo forçado a sentar no meio do ringue para definir o reinício da luta entre Cena e Batista. No Raw de 18 de abril, McMahon confrontou Christian e anunciou o Draft Lottery. Em 1 de agosto, ele recontratou Matt Hardy e marcou um combate entre ele e Edge no SummerSlam. Durante o Raw de 19 de setembro, McMahon questionou a decisão de Eric Bischoff de tirar o Campeonato da WWE de John Cena. Ele restaurou o título para Cena e marcou um combate entre ele e Bischoff duas semanas depois pelo título. No Raw após o Raw Homecoming, em 10 de outubro, Vince e Linda McMahon demitiram Jim Ross em represália ao ataque de Stone Cold Steve Austin contra todos os McMahons. Após a derrota do time do Raw no Survivor Series, McMahon tornou-se o juiz de um falso julgamento Bischoff. Ele encerrou o segmento demitindo Bischoff de seu cargo de Gerente Geral e o jogando em um caminhão de lixo.
Ele iniciou uma rivalidade com Shawn Michaels no último Raw de 2005, quando este o confrontou enquanto ele insultava Bret "The Hitman" Hart após o lançamento de um DVD sobre sua carreira. Michaels disse que McMahon deveria deixar a querela com Hart de lado, ao que McMahon respondeu que iria ferrá-lo como fez com Hart. Na semana seguinte, ele baniu Michaels de usar o superkick em um combate contra Kane e ordenou que ele fosse o primeiro participante a entrar na Elimination Chamber no New Year's Revolution. Em 16 de janeiro, McMahon forçou Michaels a enfrentar Kurt Angle, com a estipulação de que ele seria demitido caso fosse derrotado. Ele venceu após interferência falha de Daivari. Ele continuou as ameaçar contra Michaels na semana seguinte, colocando sua vaga no Royal Rumble em jogo contra Shelton Benjamin. Durante o combate Royal Rumble, ele distraiu Michaels, que acabou eliminado por Shane McMahon. Afirmando que retirar Michaels da WWE lhe traria paz, McMahon tentou forçá-lo a se aposentar, sem sucesso, em 13 de fevereiro. Na semana seguinte, Vince forçou Shawn a enfrentar, ao mesmo tempo, os cinco membros do Spirit Squad (Kenny, Mikey, Nicky, Mitch e Johnny), o que resultou no retorno do ex-parceiro de Shawn, Marty Jannetty. McMahon, então, forçou Jannetty a beijar seu traseiro para entrar no Kiss My Ass Club para conseguir um contrato. Quando ele se negou, McMahon comandou Chris Masters em um ataque. Depois, Shane McMahon obrigou Michaels a beijar o traseiro de Vince. Vince oficializou um combate entre ele e Michaels no WrestleMania 22 na semana seguinte. No combate entre Shawn e Shane no Saturday Night's Main Event em 18 de março, McMahon reproduziu o Montreal Screwjob ao obrigar o árbitro a encerrar o combate quando Shane prendeu Michaels no sharpshooter. No WrestleMania, Shawn derrotou Vince em uma luta No Holds Barred. No Raw do dia seguinte, McMahon acusou Michaels de ter sido ajudado por Deus no WrestleMania e marcou um combate para o Backlash entre ele e Shane versus Michaels e Deus. No Backlash, após interferência do Spirit Squad, os McMahons derrotaram Michaels.
McMahon, então, iniciou uma rivalidade com Triple H, que havia inadvertidamente acertado Shane com uma marreta. No Raw de 5 de junho, os McMahons tentaram drogar Triple H e forçá-lo a beijar o traseiro de Vince como parte do Kiss My Ass Club. No entanto, Triple H trocou sua garrafa de água contaminada com a de Shane, que desmaiou, e acertou Vince com um Pedigree. Michaels e Triple H reformaram o grupo D-Generation X na semana seguinte contra o Spirit Squad de McMahon, que marcou um combate entre Michaels e Triple H e os cinco membros do Spirit Squad para o Vengeance. Após o Spirit Squad ser derrotado pela DX, Shawn e Triple H imitaram Vince e Shane e lhes jogaram um material imitando fezes. Na semana seguinte, a dupla tomou controle da produção do Raw e zombou de McMahon com efeitos de áudio e vídeo. Mesmo com a ajuda do Spirit Squad, os McMahons foram derrotados por Eugene após distração da DX no Raw de 10 de julho. Contra DX, os McMahons também se aliaram a Armando Estrada e Umaga. No SummerSlam, a DX derrotou Vince e Shane. Com DX vandalizando o avião particular e a sede da WWE no Raw da noite seguinte, McMahon descontou sua raiva em Mick Foley, ameaçando demitir Melina caso ele não beijasse seu traseiro. Foley o fez, mas acabou traído por Melina e demitido por Vince. A rivalidade continuou com uma luta Hell in a Cell entre a DX e Shane, Vince e o Campeão da ECW Big Show no Unforgiven, vencida pela DX. McMahon retornou ao Raw em 16 de outubro, oficializando para o Cyber Sunday um combate entre a DX e Rated-RKO (Edge e Randy Orton) e uma luta Triple Threat entre o Campeão da WWE John Cena, o Campeão da ECW Big Show e o Campeão Mundial dos Pesos-Pesados King Booker.

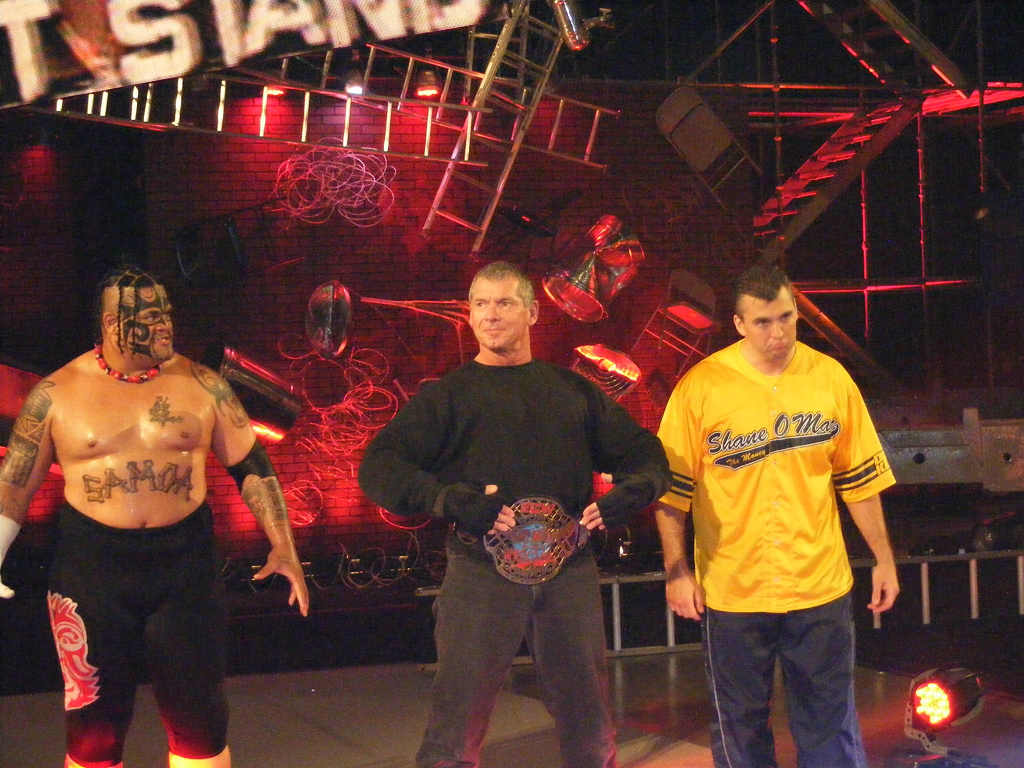
McMahon como Campeão Mundial da ECW em 2007, no One Night Stand, entre Umaga (esquerda) e Shane McMahon.

No episódio de 1 de janeiro de 2007, McMahon comentou a disputa pública entre Donald Trump e Rosie O'Donnell e demitiu Rob Conway. Em 15 de janeiro, McMahon afirmou que havia recebido uma carta de Trump desaprovando um esquete na semana anterior, em que um lutador interpretando Trump derrotava uma lutadora imitando O'Donnell. Do telão, Trump interrompeu a noite de apreciação dos fãs de McMahon em 29 de janeiro, no Raw, dizendo que Vince não sabia o que os fãs queriam e ordenou que fosse jogado dinheiro para a plateia. Ele fez sua primeira aparição na ECW no episódio do dia seguinte, zombando dos lutadores originais da ECW e posicionando Elijah Burke como o futuro da divisão. Trump desafiou Vince para uma luta no WrestleMania 23 durante o Raw de 12 de fevereiro, a qual McMahon negou por não estar medicamente apto para competir. Acordou-se, então, que cada um escolheria um representante para um combate no WrestleMania, com o perdedor sendo forçado a raspar a cabeça. Ele oficializou Umaga como seu representante na semana seguinte, permitindo que ele derrotasse Jeff Hardy para tornar-se Campeão Intercontinental.
Nas semanas seguintes, Trump selecionou o Campeão da ECW Bobby Lashley como seu representante e Stone Cold Steve Austin foi selecionado como árbitro do combate. Em 26 de março, no Raw, após interferência de Lance Cade e Trevor Murdoch, Johnny Nitro, Chris Masters e Umaga, McMahon derrotou Lashley. No WrestleMania 23, Umaga foi derrotado por Lashley e, como consequência, McMahon teve sua cabeça raspada.
McMahon se vingou de Lashley no Backlash, ao derrotá-lo com Umaga e Shane em uma luta 3-contra-1 para conquistar o título da ECW, tornando-se novamente campeão mundial. Novamente com Umaga e Shane, Vince defendeu o título contra Rob Van Dam na ECW de 8 de maio e no Judgment Day, onde Lashley venceu, mas não conquistou o título por ter feito o pinfall em Shane e não em Vince. Na noite seguinte, McMahon forçou Lashley a enfrentar Chris Masters, Viscera, Umaga e Shane em lutas seguidas para nomeá-lo desafiante pelo título no One Night Stand, onde Vince perdeu o título para Lashley em uma Street Fight.

#### Falsa morte e filho ilegítimo (2007—2008)
Após a derrota para Bobby Lashley, a personagem de McMahon entrou em depressão, o que culminou em uma humilhação no Raw de 11 de junho, quando foi zombado por diversas personalidades. Ao fim do episódio, a limosine de McMahon explodiu após sua entrada. Na história, Vince teria morrido no acidente. No entanto, após a morte de Chris Benoit, o enredo foi alterado. Ele retornou ao Raw em 6 de agosto, admitindo ter forjado a própria morte para saber realmente o que todos pensavam dele. Na mesma noite, ele marcou uma battle royal para definir o novo Gerente Geral do programa, eventualmente vencida por William Regal. Ao fim do programa, McMahon foi informado por Jonathan Coachman que ele estava sendo acusado de ter um filho ilegítimo.
O filho ilegítimo foi revelado durante o Raw de 10 de setembro como sendo Hornswoggle. Originalmente, o filho seria revelado como Mr. Kennedy, que assumiria o controle da WWE após a falsa morte de McMahon, iniciando uma rivalidade com Triple H e Stephanie McMahon. No entanto, após a morte de Benoit, a história foi alterada. Na semana seguinte, McMahon tentaria colocar Hornswoggle para adoção, sem sucesso. Após aceitar Hornswoggle como parte da família, Vince lhe concedeu um encontro com Melina na semana seguinte. Além disso, como punição pelas zombarias, se colocou em uma luta em uma jaula de aço ao lado de Carlito para derrotar Triple H. Ele continuaria a rivalidade na semana seguinte, fazendo Carlito de árbitro de um combate entre ele e Triple H, o qual venceria por desqualificação após Triple H atacar Carlito. Em 15 de outubro, McMahon marcou para o Cyber Sunday um combate entre Triple H e Umaga, cuja estipulação (jaula, Street Fight ou First Blood) seria definida pelo voto dos fãs.
McMahon forçou Hornswoggle a enfrentar The Great Khali no Survivor Series para mostrar a força dos McMahons, mas a luta acabou em desqualificação após Finlay interferir em favor de Hornswoggle. Na noite seguinte, no Raw, McMahon estipulou que Ric Flair seria forçado a se aposentar caso perdesse um combate.

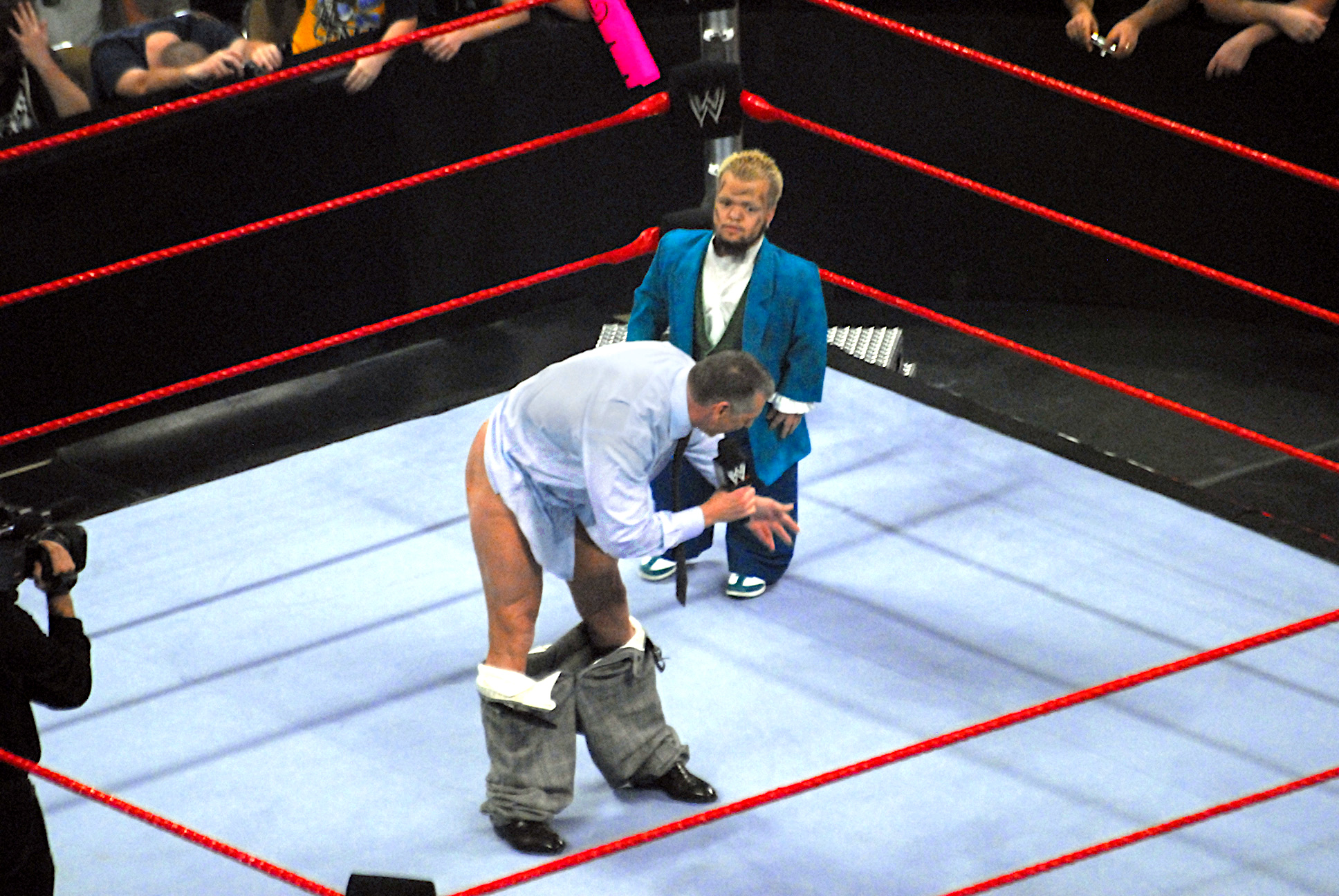
McMahon tentou forçar Hornswoggle a beijar seu traseiro para fazer parte do Kiss My Ass Club em 4 de fevereiro de 2008, no Raw.

Durante o Raw de 7 de janeiro de 2008, McMahon forçou Hornswoggle a participar de uma luta de duplas qualificatória para o Royal Rumble. Hornswoggle conseguiu Mick Foley como parceiro e os dois derrotaram os Highlanders (Robbie and Rory McAllister) para se qualificar. Na semana seguinte, para treinar Hornswoggle, McMahon criou um Royal Rumble de anões, com Hornswoggle vencendo até The Great Khali aparecer para atacá-lo. Finlay o salvou, confrontando McMahon por ter planejado o ataque de Khali, o que McMahon negou. No Raw de 4 de fevereiro, Vince tentou forçar Hornswoggle a beijar seu traseiro para entrar no Mr. McMahon's Kiss My Ass Club, mas foi impedido por Finlay. Depois de ser mordido por Hornswoggle, McMahon marcou um combate sem desqualificações entre ele mesmo e Hornswoggle na semana seguinte, estipulando que Finlay seria demitido caso interferisse. Na semana seguinte, Hornswoggle derrotou McMahon após interferência de Finlay. Vince, então, decidiu não demitir o irlandês, mas fazê-lo assistir uma luta contra Hornswoggle em uma jaula de aço. Durante o combate, John "Bradshaw" Layfield (JBL) interferiu em favor de McMahon, amarrando Finlay e o forçando a assistir enquanto ele e Vince atacavam Hornswoggle. JBL revelou para McMahon, na semana seguinte, que Hornswoggle seria, na realidade, filho de Finlay, e que a família McMahon os estaria usando para humilhá-lo. Finlay confirmou a paternidade e a conspiração na semana seguinte.
No Raw de 17 de março, McMahon foi derrotado por Ric Flair em uma luta Street Fight na qual Flair teria de se aposentar caso perdesse. Ele retornou em 19 de maio, forçando Mr. Kennedy e William Regal a se enfrentarem, com o perdedor sendo demitido.

#### Million Dollar Mania e disputa com Legacy (2008—2009)
Durante o Raw de 26 de maio de 2008, McMahon anunciou que mostraria sua gratidão à audiência lhes dando dinheiro. Ele criou o Million Dollar Mania, espécie de game show durante o Raw, que consistia em mostrar uma senha ao início do episódio e, mais tarde, telefonar para pessoas aleatórias, pagando pela senha. Três semanas depois, ele encerrou o segmento, em uma história na qual o cenário do Million Dollar Mania desabava em cima de Vince.
Ele retornou ao Raw em 19 de janeiro de 2009, apoiando sua filha Stephanie McMahon em sua disputa com Chris Jericho e anunciando que iria comandar ao programa ao lado de Stephanie. Em seguida, McMahon confrontou Randy Orton sobre o tratamento dele com Stephanie. Quando Orton se recusou a desculpar-se, Vince ameaçou demiti-lo e acabou sendo estapeado e levando um Punt Kick de Orton, sendo levado do ringue em uma maca. O golpe causou uma concussão real em Vince. Ele voltou durante o Raw de 30 de março, com seu filho Shane McMahon e seu genro Triple H para atacar Orton e seus aliados do Legacy, Cody Rhodes e Ted DiBiase. No Raw após o WrestleMania XXV (onde Triple H derrotou Orton pelo Campeonato da WWE), McMahon marcou um combate entre ele, Shane e Triple H contra Orton, Rhodes e DiBiase para o Backlash. Além disso, aceitou uma luta contra Orton, que acabou sem vencedor após interferência dos membros dos dois grupos e de Batista, que aceitou tomar o lugar de McMahon no Backlash.
Em maio, uma controvérsia surgiu entre McMahon e Stan Kroenke. Dono dos Denver Nuggets e do Pepsi Center, Kroenke marcou para o mesmo dia a transmissão ao vivo do Raw e de um jogo dos Nuggets, escolhendo o jogo e propondo que o Raw fosse movido para um domingo. McMahon levou o programa ao Staples Center e contratou um ator para interpretar Kroenke como um vilão. McMahon lhe empurrou e zombou. No fim da noite, o time de heróis, vestindo camisetas dos Los Angeles Lakers, derrotou o time de vilões, vestindo camisetas dos Nuggets.
Durante o Raw de 15 de junho, McMahon anunciou que havia vendido o programa para Donald Trump. Mesmo se tratando de uma história ficcional, a WWE e a USA Network lançaram um press release anunciando a negociação como legítima. Logo depois, as ações da companhia caíram 7%. Na semana seguinte, McMahon comprou o programa de volta pelo dobro do preço e levou um tapa de Trump. No Raw da semana seguinte, McMahon anunciou que manteria a política de Trump de não nomear um Gerente Geral para o programa, mas dando poder para estrelas convidadas, iniciando com Batista.
Durante o SmackDown de 26 de junho, McMahon anunciou que observaria de perto as ações do Gerente Geral Theodore Long. Ele continuaria a intimidar Long nas semanas seguintes e, em 25 de setembro, introduziu o lutador Drew McIntyre como o futuro da companhia. Ele também nomeou Vickie Guerrero consultora do programa.
O apresentador convidado "Rowdy" Roddy Piper desafiou Vince para uma luta no Raw de 16 de novembro, mas McMahon recusou. A disputa entre McMahon e as estrelas convidadas continuou no Raw de 23 de novembro, quando Jesse "The Body" Ventura o forçou a comentar um combate ao seu lado.

#### Rivalidade com Bret Hart (2009—2011)
Ao ser perguntado por McMahon durante o Raw de 14 de dezembro de 2009 sobre quem ele gostaria de ver no programa, o apresentador convidado Dennis Miller respondeu que gostaria que ver Bret "The Hitman" Hart como apresentador, ideia que McMahon afirmou que nunca aconteceria. Na semana seguinte, o jogador de beisebol e apresentador convidado Johnny Damon também questionou McMahon sobre a presença de Hart no Raw, com Vince novamente negando. McMahon falou sobre Hart no Raw de 28 de dezembro, novamente negando a possibilidade de Hart participar do programa e notando que, mesmo após permiti-lo no Hall da Fama da WWE em 2006, Hart se recusou a apertar a mão de Vince. No entanto, Shawn Michaels convenceu Vince a convidar Hart ao programa, dizendo que "apenas coisas boas" poderiam acontecer, deixando implícito que ele poderia atacar Bret.
Bret Hart retornou ao Raw pela primeira vez em 12 anos como apresentador convidado em 4 de janeiro de 2010. Apesar de fazer as pazes com Michaels durante o programa, Hart acabou enganado por McMahon, que fingiu também estar fazendo as pazes antes de chutá-lo em um golpe baixo. Em 1 de fevereiro, Hart retornou ao Raw para confrontar McMahon, que lhe acusou de não ter carisma, de não se portar como uma estrela e que não entendia o motivo das pessoas gostarem dele. Após Vince insultar o pai de Bret, o ex-lutador o atacou, sendo repreendido por Batista, que lhe bateu e permitiu que McMahon cuspisse em seu rosto. No dia seguinte, McMahon abriu o programa ECW anunciando que, semanas depois, a divisão seria substituída pelo NXT. John Cena, que salvou Hart do ataque após o fim do programa, confrontou Vince na semana seguinte. Após aceitar enfrentar Hart em um combate no WrestleMania XXVI, McMahon foi atacado por Bret. Durante o Elimination Chamber, Cena venceu um combate Elimination Chamber para ganhar o Campeonato da WWE. Imediatamente após a luta, McMahon forçou Cena a defender o título contra Batista, que se tornou o novo campeão em pouco mais de 30 segundos. No Raw da noite seguinte, McMahon admitiu ter orquestrado o acidente que havia quebrado a perna de Hart semanas antes e ter contratado Batista como mercenário.
Vince enfrentou Cena no Raw de 8 de março em uma luta gauntlet sem desqualificações, se aliando a Vladimir Kozlov, Drew McIntyre, Jack Swagger e Mark Henry contra Cena. Com a ajuda de Batista, McMahon derrotou Cena. Na semana seguinte, após a assinatura do contrato entre McMahon e Bret, Hart revelou estar com o ferimento na perna curado. No WrestleMania, McMahon transformou o combate em uma luta lumberjack No Holds Barred, pagando aos membros da família Hart para ficar ao redor do ringue e garantir sua vitória. Logo depois, foi revelado que os Harts estavam do lado de Bret e o ajudaram a vencer McMahon. Vince retornou ao Raw em 31 de maio, congratulando Hart em sua posição como Gerente Geral do programa.
Por conta das ações do grupo Nexus e da inabilidade de Hart em controlar os lutadores do grupo, McMahon demitiu Bret de seu cargo de Gerente Geral no Raw de 21 de junho. Em seu lugar, McMahon instituiu um Gerente Geral que preferia ficar anônimo para evitar qualquer represália do Nexus. Além de imediatamente anunciar a contratação dos sete membros do Nexus, o Gerente Geral selecionou Vince como árbitro do combate entre John Cena e Sheamus pelo Campeonato da WWE. A luta acabou sem vencedor após o Nexus atacar Cena e, depois, o próprio McMahon. Ele retornou em 3 de maio de 2011, durante a comemoração do aniversário de The Rock no Raw.

#### Rivalidade com CM Punk (2011—2013)
Após um discurso controverso no Raw de 27 de junho de 2011, CM Punk foi suspenso por McMahon (na história). Na semana seguinte, John Cena convenceu McMahon a encerrar a suspensão e marcar um combate entre os dois pelo Campeonato da WWE de Cena no Money in the Bank e, caso Cena perdesse, seria demitido. Legitimamente, o contrato de Punk com a WWE se encerraria em 17 de julho, data do Money in the Bank. Durante o Raw de 11 de julho, Punk e McMahon negociaram uma extensão ao contrato do lutador ao vivo, com Punk exigindo desculpas de McMahon pela maneira pela qual ele foi tratado nos anos anteriores. Após um confronto com Cena, Punk rasgou o contrato, mostrando-se inclinado a ganhar o título no Money in the Bank e deixar a companhia com o cinturão. No Money in the Bank, McMahon e o diretor de relações com talento, John Laurinaitis (também criticado nos discursos de Punk), tentaram interferir no combate, mas foram impedidos por Cena. Mesmo assim, Punk derrotou Cena e, na história, deixou a WWE com o principal cinturão da WWE.
Na noite seguinte, Vince foi confrontado por Triple H, representando o conselho de diretores da companhia. Triple H comunicou McMahon que o conselho e a família haviam concordado que Cena não deveria ser demitido e que Vince não deveria mais manter-se com controle sob a companhia. Triple H destituiu Vince e foi nomeado diretor de operações em seu lugar. Em 10 de outubro, McMahon retornou ao Raw representando o conselho de diretores para demitir Triple H e apontar Laurinaitis como Gerente Geral do Raw.
Durante o Raw de 11 de junho de 2012, McMahon decidiu demitir John Laurinaitis do cargo de Gerente Geral do programa. Durante a avaliação de performance de Laurinaitis, foi decidido que o combate entre John Cena e Big Show no No Way Out teria a estipulação de que se Show vencesse, Cena seria demitido, e se Cena vencesse, Laurinaitis perderia o emprego. Os oponentes acabaram brigando e, por acidente, Show acabou nocauteando McMahon. Durante o No Way Out, Cena derrotou Big Show e, consequentemente, McMahon demitiu Laurinaitis. Ele anunciaria AJ Lee como a nova Gerente Geral no Raw 1000. No SmackDown de 30 de julho, McMahon nomeou Booker T o Gerente Geral do programa.
Em 8 de outubro, no Raw, o Campeão da WWE CM Punk interrompeu um discurso de McMahon, o acusando de desrespeitá-lo enquanto campeão. A discussão resultou em uma luta sem desqualificações entre os dois. John Cena e Ryback defenderam McMahon, que anunciou que Punk deveria escolher entre enfrentar um dos dois no Hell in a Cell ou ele próprio escolheria. Na semana seguinte, foi decidido que Punk enfrentaria Ryback. Após o pedido de demissão de AJ Lee do cargo de Gerente Geral do Raw, McMahon nomeou Vickie Guerrero a Supervisora Administrativa do programa. Em 5 de novembro, McMahon voltou ao Raw, ajudando Guerrero a marcar lutas para o programa e decidindo que Brad Maddox conseguiria um contrato caso derrotasse Ryback na semana seguinte.
Durante o Raw de 10 de dezembro, McMahon retornou novamente para auxiliar Vickie Guerrero a comandar o programa. Em 31 de dezembro, McMahon questionou a lesão no joelho que CM Punk afirmava ter para não enfrentar Ryback pelo Campeonato da WWE e o envolvimento entre Punk, Brad Maddox e o grupo The Shield (Seth Rollins, Roman Reigns e Dean Ambrose).
No Raw de 21 de janeiro de 2013, McMahon estipulou que, caso a Shield interferisse no combate entre CM Punk e The Rock no Royal Rumble, como haviam feito em um combate entre Punk e Ryback, Punk perderia o Campeonato da WWE. Durante a luta entre Punk e The Rock no Royal Rumble, as luzes foram apagadas e os membros da Shield atacaram Rock, dando a vitória para Punk. McMahon decidiu tirar o título de Punk, mas Rock se recusou a perder assim. Vince, então, reiniciou o combate, que acabou vencido por Rock.
No Raw da noite seguinte, McMahon confrontou CM Punk e Paul Heyman, afirmando ter provas em vídeo de que Punk estava envolvido com a contratação da Shield para interferir em seus combates. Após provar que Heyman havia contratado a Shield e Brad Maddox para impedir que Punk perdesse o Campeonato da WWE, McMahon tentou demitir Heyman, mas foi interrompido por Brock Lesnar, que lhe aplicou um F5. Na história, o ataque teria quebrado o fêmur de McMahon. Na realidade, McMahon precisava de cirurgia para corrigir problemas no fêmur e decidiu incorporar a realidade ao show.

#### The Authority (2013—2015)
McMahon retornou ao Raw em 3 de junho de 2013 para impedir que seu genro Triple H enfrentasse Curtis Axel. Ele alterou o combate e fez John Cena enfrentar Axel. Na semana seguinte, McMahon e Triple H discutiram após novamente divergirem sobre uma luta entre Axel e Triple H, com os dois reiniciando e encerrando o combate. A querela entre McMahon e Triple H continuou com os dois disputando a influência sobre a Supervisora Administrativa do Raw Vickie Guerrero e seu assistente Brad Maddox. No Raw de 8 de julho, McMahon e Triple H divergiram sobre demitir ou promover Guerrero. Usando uma enquete no WWE App que apontava que o público preferia a demissão de Vickie, Stephanie McMahon a demitiu. Vince, então, nomeou Maddox o novo Gerente Geral do programa. Em 19 de julho, ele nomeou Vickie Gerente Geral do SmackDown.
Durante o Raw de 15 de julho, o Campeão da WWE John Cena escolheu enfrentar Daniel Bryan pelo título no SummerSlam. Nas semanas seguintes, Bryan passou por uma transformação física (corte de cabelo, uso de terno etc.) para agradar McMahon, que não o via como um desafiante a altura de Cena, enquanto Triple H o via como uma estrela futura. Ele desistiu das transformações ao recusar cortar sua barba. Além disso, Triple H foi anunciado como árbitro da luta no SummerSlam.
No Raw após o SummerSlam, McMahon se aliou aos agora vilões Triple H e Stephanie, ao grupo The Shield (Dean Ambrose, Roman Reigns e Seth Rollins) e a Randy Orton para formar o grupo The Authority. No SummerSlam, Bryan havia derrotado Cena pelo título, mas foi imediatamente traído e atacado por Triple H, que permitiu que Orton usasse sua maleta de Money in the Bank para desafiar e derrotar Bryan pelo título em seguida. O grupo tinha como objetivo unificar o poder na WWE e garantir Orton como a "face da companhia".
McMahon só apareceu novamente durante o TLC: Tables, Ladders & Chairs, reafirmando seu apoio ao grupo após Orton derrotar Cena para unificar os títulos mundiais da WWE. McMahon retornou durante o Raw de 3 de novembro de 2014, quando, mesmo ainda aliado à Authority, adicionou a estipulação de que o grupo perderia o controle do Raw caso o time de Triple H e Stephanie (formado por Seth Rollins, Kane, Mark Henry, Rusev e Luke Harper) fosse derrotado pelo time de John Cena (Cena, Dolph Ziggler, Big Show, Erick Rowan e Ryback) no Survivor Series.

#### Rivalidade com Roman Reigns e Shane McMahon (2015—2018)

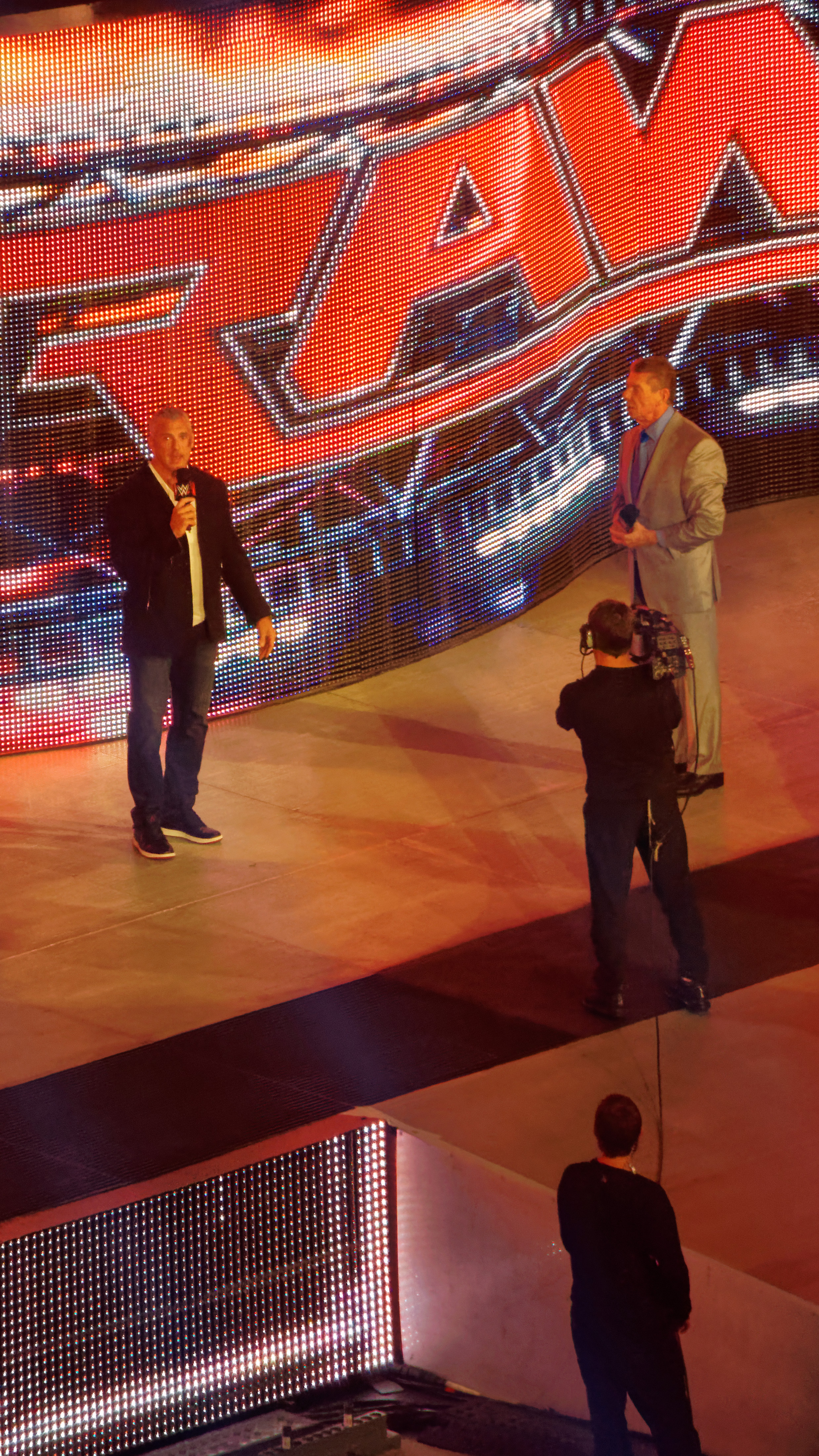
McMahon e seu filho Shane durante o Raw em abril de 2016.

Vince McMahon retornou ao Raw em 14 de dezembro de 2015, confrontando Roman Reigns sobre um ataque contra seu genro Triple H no TLC na noite anterior. Ele marcou uma luta entre Reigns e Sheamus pelo Campeonato Mundial dos Pesos-Pesados da WWE de Sheamus, com a estipulação de que, se perdesse, Reigns seria demitido. Após o anúncio, McMahon chutou as genitais de Reigns, que derrotou Sheamus pelo título, após acertar McMahon com um Superman Punch. McMahon retornou duas semanas depois, tentando fazer com que Reigns fosse preso por um empurrão durante uma discussão. Após ameaçar um policial, Vince acabou preso, na história. Ao retornar à arena, McMahon marcou um combate pelo título de Reigns contra Sheamus com Vince como árbitro, o qual Reigns venceu na semana seguinte. Após a vitória de Reigns, McMahon o forçou a defender o título durante o Royal Rumble de 2016.
McMahon interferiu contra Reigns durante o Royal Rumble, comandando um ataque da League of Nations (Alberto Del Rio, Rusev, Sheamus e King Barrett) contra Reigns, o retirando do combate por minutos. Eventualmente, Triple H venceu a luta, tirando o título de Reigns e celebrando com Vince e Stephanie.
Durante o Raw de 22 de fevereiro de 2016, McMahon apresentou o prêmio "Vincent J. McMahon Legacy of Excellence", em memória ao seu pai, para Stephanie McMahon. Os dois foram interrompidos por Shane McMahon, que afirmou retornar para tomar controle do Raw. Vince, então, marcou para o WrestleMania 32 uma luta Hell in a Cell entre Shane e The Undertaker, com a estipulação de que, se Shane vencesse, tomaria o controle do programa. Em 21 de março, Vince anunciou que, se Undertaker perdesse o combate, não poderia mais competir no WrestleMania. Mesmo após Shane ser derrotado, McMahon permitiu que ele comandasse os Raws de 4, 11 e 18 de abril. No Payback, Vince decidiu que Shane e Stephanie deveriam comandar juntos o Raw. Dois meses depois, após o anúncio do Draft de 2016 e divisão do elenco entre o Raw e o SmackDown, McMahon nomeou Stephanie comissária do Raw e Shane, do SmackDown.
McMahon retornou no Raw de 3 de abril de 2017 para anunciar Kurt Angle como o novo Gerente Geral do programa, substituindo Mick Foley, e que, na semana seguinte, aconteceria um draft entre o Raw e o SmackDown, o WWE Superstar Shake-up. McMahon retornou ao SmackDown em 12 de setembro, uma semana após suspender Shane por ter brigado com Kevin Owens, marcando uma luta Hell in a Cell entre Shane e Owens para o pay-per-view de mesmo nome, antes de ser atacado por Owens.
No aniversário de 25 anos do Raw, em 22 de janeiro de 2018, McMahon apareceu como um vilão, recebendo uma placa comemorativa de seus filhos Shane e Stephanie e insultando a plateia, antes de receber um Stone Cold Stunner de seu antigo rival Stone Cold Steve Austin. Após ser confrontado por Reigns nos bastidores do Raw de 13 de março sobre a falta de punição a Brock Lesnar por suas ausências no programa, Vince suspendeu Reigns indefinidamente. Ele apareceu novamente durante o milésimo episódio do SmackDown, interrompendo uma entrevista de R-Truth e Carmella com Shane e Stephanie e comandando uma dança.

#### Aparições esporádicas (2018–presente)
Em 22 de janeiro de 2018, McMahon retornou ao Raw 25 Years para se dirigir ao Universo WWE, apenas para mais tarde se voltar contra eles chamando-os de "barato" mais uma vez. Mais tarde, ele foi confrontado e atordoado por Stone Cold Steve Austin. Em 12 de março, McMahon fez uma aparição nos bastidores com Roman Reigns, anunciando que Reigns seria suspenso por suas ações recentes. No SmackDown 1000 McMahon retornou como face mais uma vez depois de dançar na TruthTV.
McMahon retornou mais uma vez à televisão da WWE no episódio de 17 de dezembro de 2018 do Monday Night Raw, acompanhado por seu filho Shane, sua filha Stephanie McMahon e seu genro Triple H, prometendo agitar as coisas ao admitir que estavam não está funcionando tão bem quanto deveria. McMahon anunciou que os quatro agora disputariam o Monday Night Raw e o SmackDown Live coletivamente. No início de 2019, McMahon entrou na rivalidade entre Daniel Bryan e Kofi Kingston, não deixando que este último recebesse uma luta pelo título da WWE na WrestleMania.
McMahon retornou à televisão da WWE em 24 de abril de 2020, no episódio do Friday Night SmackDown, em comemoração ao 25.º aniversário de Triple H na WWE. Ele também apareceu no Survivor Series de 2020 apresentando The Undertaker ao ringue durante suas comemorações de aposentadoria, e na noite 1 da WrestleMania 37 em 10 de abril de 2021, para receber os fãs de volta pessoalmente no Raymond James Stadium após um ano de interrupção de eventos ao vivo devido à pandemia de COVID-19.
Em 6 de julho de 2021, foi revelada uma série de televisão roteirizada chamada The United States of America vs. Vince McMahon, centrada no Tribunal Distrital dos Estados Unidos de 1994 para o Distrito Leste de Nova York, processo judicial movido contra McMahon por suspeita de fornecer anabolizantes ilegais esteróides para seus lutadores profissionais começariam a produção. A série é produzida por uma parceria entre WWE Studios e Blumhouse Television e produção executiva de McMahon e Kevin Dunn, Produtor Executivo da WWE e Chefe de Distribuição Global de Televisão.
No episódio do Raw de 22 de novembro de 2021, McMahon realizaria uma investigação para descobrir quem roubou o Cleopatra's Egg, um presente dado a ele por The Rock, na noite anterior no Survivor Series. Mais tarde naquela noite, Austin Theory revelaria que ele roubou. McMahon recompensaria Theory com uma luta pelo Campeonato da WWE contra Big E no evento principal por "mostrar força intestinal". Ao longo dos próximos meses, McMahon daria conselhos de carreira para Theory. Na WrestleMania 38, depois que Pat McAfee derrotou Austin Theory, McMahon seria desafiado para uma luta improvisada por McAfee, que McMahon aceitaria, onde McMahon derrotaria McAfee. Esta seria a primeira luta de McMahon em 12 anos, bem como a primeira vitória de McMahon na WrestleMania. Após a luta, Stone Cold Steve Austin interrompeu McMahon e Theory comemorando a vitória, dando a ambos Stone Cold Stunners.

## Vida pessoal

### Família

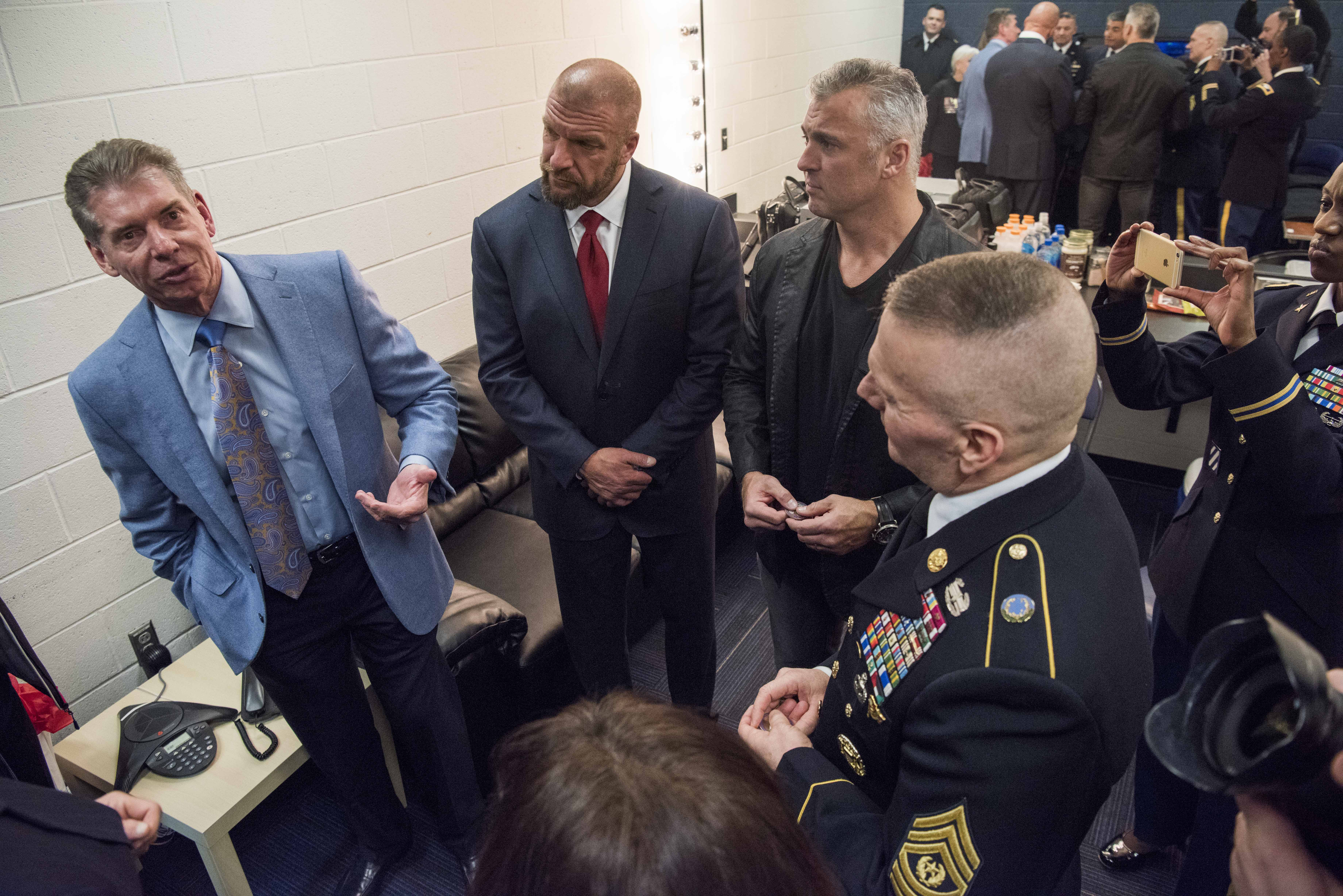
Vince ao lado de seu genro, Paul "Triple H" Levesque
e de seu filho, Shane McMahon, no Tribute to the Troops em 13 de dezembro de 2016.

McMahon conheceu Linda Edwards quando os dois tinham, respectivamente, 16 e 13 anos. Eles se casaram quatro anos depois, em 1966. Linda atuou como presidente da WWE de maio de 1993 até 2000 e como diretora executiva de maio de 1997 até setembro de 2009. Filiada ao Partido Republicano, Linda se candidatou ao Senado dos Estados Unidos em 2010 e 2012, sendo derrotada nas duas ocasiões. Em 2017, ela foi nomeada pelo presidente Donald Trump como diretora diretora do Escritório da Pequena Empresa.
O primeiro filho do casal, Shane Brandon McMahon, nasceu em 15 de janeiro de 1970. Stephanie Marie McMahon, segunda filha de Vince e Linda, nasceu em 24 de setembro de 1976. Tanto Shane quanto Stephanie atuaram na WWE como personagens frente às câmeras e nos bastidores. Shane trabalhou como árbitro e lutador, ganhando os Campeonatos Europeu e Hardcore. Além disso, ocupou o cargo de Vice-Presidente Executivo de Mídia Global, sendo o atual comissário do SmackDown Live. Já Stephanie ocupou diversos cargos de autoridade frente às câmeras, sendo a atual comissária do Raw, tendo conquistado o Campeonato Feminino em uma ocasião, além de ter liderado a equipe criativa da companhia por vários anos. Fora das câmeras, ela ocupa o cargo de chefe de gestão de marcas.
McMahon é avô de seis netos: Declan (nascido em 13 de fevereiro de 2004), Kenyon (nascido em 22 de março de 2006) e Rogan (nascido em 10 de janeiro de 2010), filhos de Shane e Marissa Mazzola (casados em 14 de setembro de 1996); e Aurora Rose (nascida em 24 de julho de 2006), Murphy Claire (nascida em 28 de julho de 2008) e Vaughn Evelyn (nascida em 24 de agosto de 2010), filhas de Stephanie e Paul "Triple H" Levesque (casados em 25 de outubro de 2003).

### Polêmica
Em 2022, o conselho da WWE abriu uma investigação contra Vince McMahon alegando que ele teria desviado três milhões de dólares da empresa para pagar uma ex-funcionária que ele teria tido um caso. Durante esta investigação, o conselho da WWE também descobriu outros acordos de confidencialidade que envolvem alegações de má conduta contra o Sr. McMahon e o Chefe de Relações de Talentos da WWE, John Laurinaitis.. Mesmo em meio as investigações e como uma forma de mostrar que estava tudo bem, Vince McMahon fez duas aparições na WWE, sendo uma delas no SmackDown do dia 18 de junho e outra no Monday Night RAW do dia 20 de junho.
Em 2024 as polêmicas voltaram a tona e Vince renunciou ao cargo de presidente da TKO Group Holdings, fazendo com que a família McMahon passe a ter nenhuma participação na WWE.
Em novembro de 2024, o Wrestling Notícias publicou um artigo detalhado sobre as controvérsias envolvendo Vince McMahon, ex-presidente da WWE, revelando que ele e sua esposa, Linda McMahon, estão atualmente separados. A informação foi confirmada pela advogada de Linda, Laura Brevetti, durante discussões sobre os desafios legais recentes enfrentados pela empresa.
A revelação ocorreu em meio à cobertura de várias controvérsias, incluindo o processo movido por Janel Grant e o escândalo dos "Ring Boys". Brevetti, que anteriormente atuou como advogada de Vince McMahon em seu julgamento criminal em 1994, abordou esses assuntos, classificando o processo dos "Ring Boys" como "infundado" e "cheio de mentiras escandalosas, exageros e falsas representações".

## Outros investimentos

### World Bodybuilding Federation (WBF) e IcoPro
Durante a competição do Mr. Olympia de 1990, evento organizado pela International Federation of Bodybuilding and Fitness (IFBB), a equipe de McMahon anunciou a criação de uma liga rival de fisiculturismo, a World Bodybuilding Federation (WBF). A liga transmitiria suas competições em pay-per-view e McMahon tentaria usar a lógica de personagens da luta-livre para os competidores.
No último ano de atividade da WBF, ele também investiu em um suplemento alimentar para fisiculturistas chamado IcoPro. Comerciais do produto foram veiculados na programação da World Wrestling Federation (WWF), bem como divulgados em tapumes nas arenas onde a empresa realizava shows, até 1995. Após dois eventos transmitidos em pay-per-view, o fim da WBF foi anunciado em 15 de julho de 1992, com McMahon perdendo cerca de $15 milhões.

### XFL
Em 3 de fevereiro de 2000, foi anunciada a criação da XFL, uma liga de futebol americano que operaria no intervalo entre temporadas da National Football League (NFL), com regras diferentes. A liga foi criação de McMahon e Dick Ebersol, executivo da NBC, que detinha 50% da propriedade. A primeira temporada começou após o Super Bowl XXXV com oito equipes. Após uma temporada e audiência baixa, McMahon e a NBC anunciaram o fim da liga em 10 de maio de 2001, com cada uma das partes perdendo cerca de $35 milhões. No entanto, o formato de marketing e transformação de esporte em espetáculo foi considerado inovador, influenciando não apenas a própria NFL, mas outras promoções esportivas.
Em dezembro de 2017, McMahon vendeu 3,34 milhões de ações da WWE, no valor de $100 milhões, investindo na criação da Alpha Entertainment LLC. Antes, a empresa havia registrado marcas da XFL, o que aumentou os rumores de que McMahon pretendia refundar a liga de futebol americano após os protestos de jogadores da NFL contra brutalidade policial e desigualdade racial e a controvérsia contra o presidente Donald Trump. McMahon anunciou oficialmente a recriação da liga em 25 de janeiro de 2018, com o início das atividades previsto para 2020.

## Outras mídias

### Filmografia
| Cinema    | Cinema                                         | Cinema                              | Cinema                                                      |
| Ano       | Filme                                          | Papel                               | Notas                                                       |
| --------- | ---------------------------------------------- | ----------------------------------- | ----------------------------------------------------------- |
| 1986      | Por Favor, Matem Minha Mulher                  | Narrador de luta profissional (voz) | Não creditado                                               |
| 2014      | Scooby-Doo! Mistério na LutaMania              | Vince McMahon (voz)                 |                                                             |
| 2015      | Os Flintstones e as Estrelas do WWE            | Vince McMahon (voz)                 |                                                             |
| 2016      | Scooby-Doo! e WWE: A Maldição do Demônio Veloz | Vince McMahon (voz)                 |                                                             |
| 2017      | Tá Dando Onda 2                                | Vince McMahon (voz)                 |                                                             |
| 2017      | Os Jetsons e as Super-Estrelas do WWE          | Mr. McMoonman (voz)                 |                                                             |
| Televisão |                                                |                                     |                                                             |
| Ano       | Título                                         | Papel                               | Notas                                                       |
| 1998      | Celebrity Deathmatch                           | Vince McMahon (voz)                 | Episódio: "Fandemonium '98" e "The Best of WWF"             |
| 2000      | Celebrity Deathmatch                           | Vince McMahon (voz)                 | Episódio: "The Best of WWF"                                 |
| 2003      | Stripperella                                   | Dirk McMahon (voz)                  | Episódio: "Everybody Loves Pushy"                           |
| 2004      | Stripperella                                   | Dirk McMahon (voz)                  | Episódios: "The Evil Magicians" e "The Return of the Queen" |

### Aparições em vídeo-games
| Vídeo-games | Vídeo-games                                     | Vídeo-games                                 | Vídeo-games |
| Ano         | Jogo                                            | Papel                                       |             |
| ----------- | ----------------------------------------------- | ------------------------------------------- | ----------- |
| 1987        | MicroLeague Wrestling                           | Vince McMahon (comentarista / NPC)          |             |
| 1989        | WWF WrestleMania: The Arcade Game               | Vince McMahon (comentarista / NPC)          |             |
| 1994        | WWF Raw                                         | Vince McMahon (comentarista / NPC)          |             |
| 1995        | WWF Wrestlemania: The Arcade Game               | Vince McMahon (comentarista / NPC)          |             |
| 1996        | WWF In Your House                               | Vince McMahon (comentarista / NPC)          |             |
| 1998        | WWF War Zone                                    | Vince McMahon (comentarista / NPC)          |             |
| 2000        | WWF SmackDown!                                  | Mr. McMahon                                 |             |
| 2000        | WWF SmackDown! 2: Know Your Role                | Mr. McMahon                                 |             |
| 2000        | WWF No Mercy                                    | Mr. McMahon                                 |             |
| 2000        | WWF Royal Rumble[carece de fontes?]             | Mr. McMahon                                 |             |
| 2001        | WWF SmackDown! Just Bring It[carece de fontes?] | Mr. McMahon                                 |             |
| 2001        | WWF Betrayal                                    | Mr. McMahon (NPC)                           |             |
| 2002        | WWE SmackDown! Shut Your Mouth                  | Mr. McMahon                                 |             |
| 2003        | WWE SmackDown! Here Comes the Pain              | Mr. McMahon                                 |             |
| 2003        | WWE Crush Hour[carece de fontes?]               | Mr. McMahon                                 |             |
| 2003        | WWE WrestleMania XIX                            | Mr. McMahon                                 |             |
| 2004        | WWE Day of Reckoning                            | Mr. McMahon (NPC)                           |             |
| 2005        | WWE SmackDown! vs. Raw                          | Mr. McMahon (NPC)                           |             |
| 2005        | WWE WrestleMania 21                             | Mr. McMahon (NPC)                           |             |
| 2006        | WWE SmackDown vs. Raw 2006                      | Mr. McMahon (NPC)                           |             |
| 2007        | WWE SmackDown vs. Raw 2008                      | Mr. McMahon                                 |             |
| 2008        | WWE SmackDown vs. Raw 2009                      | Mr. McMahon                                 |             |
| 2009        | WWE SmackDown vs. Raw 2010                      | Mr. McMahon                                 |             |
| 2010        | WWE SmackDown vs. Raw 2011                      | Mr. McMahon                                 |             |
| 2011        | WWE '12                                         | Mr. McMahon                                 |             |
| 2012        | WWE '13                                         | Mr. McMahon                                 |             |
| 2013        | WWE 2K14                                        | Mr. McMahon                                 |             |
| 2014        | WWE SuperCard                                   | Mr. McMahon                                 |             |
| 2015        | WWE 2K16                                        | Mr. McMahon                                 |             |
| 2016        | WWE 2K17                                        | Mr. McMahon '01 Mr. McMahon (manager / NPC) |             |
| 2017        | WWE 2K18                                        | Mr. McMahon                                 |             |

## Controvérsias

### Acusação de estupro
Em 3 de abril de 1992, a ex-árbitra da World Wrestling Federation (WWF) Rita Chatterton, que havia sido demitida em 1986, denunciou McMahon por estupro no programa Now it Can Be Told de Geraldo Rivera. McMahon negou as acusações e processou Chatterton e Rivera, acusando-a de conspirar com o ex-lutador David Schultz para chantageá-lo. Um ano depois, McMahon retirou o processo.

### Julgamento por distribuição de anabolizantes em 1994
Em 18 de novembro de 1993, McMahon foi indiciado pela Corte Distrital dos Estados Unidos no Distrito Leste de Nova York por ter supostamente conspirado com o médico George Zaharian para distribuir esteroides anabolizantes para lutadores da World Wrestling Federation (WWF), além de uma acusação separada de posse de anabolizantes com intenção de distribuir em outubro de 1989. O caso foi um desdobramento da condenação de Zaharian por distribuição de anabolizantes.
O julgamento começou em 5 de julho de 1994, com a seleção do júri, muitos dos quais foram excluídos por relações com Zaharian, por ser fãs da WWF ou por duvidar da veracidade do julgamento por envolver luta profissional. McMahon foi representado pelos advogados Laura Brevetti e Jerry McDevitt, que conseguiram retirar três das quatro acusações antes mesmo do início do julgamento. Hulk Hogan, que não estava mais na WWF, testemunhou em 14 de julho, admitindo o uso de anabolizantes com McMahon na década de 80, mas negando que seu ex-chefe havia estimulado os lutadores a usarem. McMahon foi inocentado em 23 de julho de 1994 por não haver indícios suficientes para provar que qualquer atividade ilegal havia acontecido na jurisdição da corte.

## No wrestling
- Movimentos de finalização

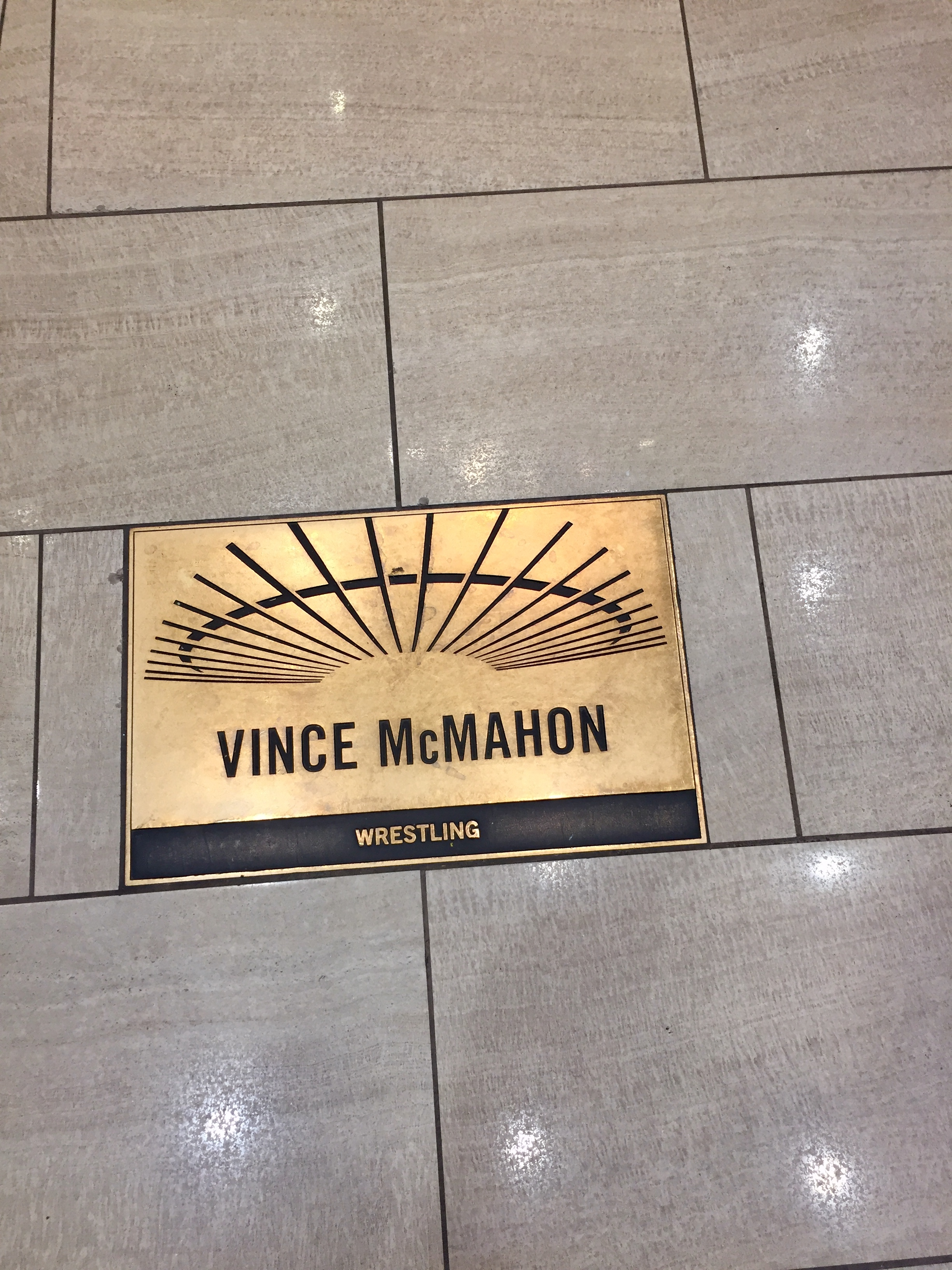
Placa comemorativa em homenagem a McMahon no Madison Square Garden.

  - Stone Cold Stunner - adotado de Stone Cold Steve Austin
  - Pedigree (Double Underhook Facebuster) - adotado de Triple H
  - People's Elbow (Running Delayed High-Impact Elbow Drop, com teatralidades) - adotado de The Rock
- Movimentos secundários
  - Low Blow
- Alcunhas
  - "The Boss" ("O Chefe")
  - "The Genetic Jackhammer"[309] ("A Britadeira Genética")
- Temas de entrada
  - "No Chance in Hell"[310] por Peter Bursuker, composto por Jim Johnston (24 de janeiro de 1999—presente)

## Títulos e prêmios
- Câmara do Comércio de Hollywood
  - Calçada da Fama (2008, Televisão)[311]

- Pro Wrestling Illustrated

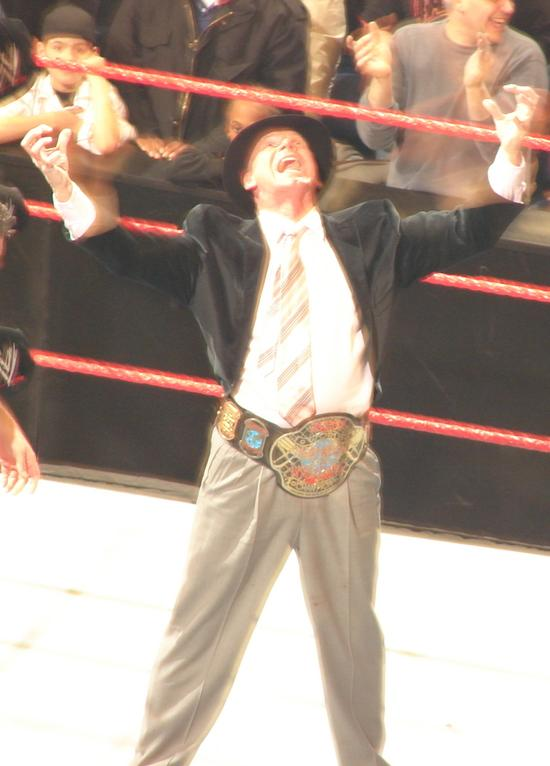
McMahon como Campeão Mundial da ECW em 2007.

  - Rivalidade do Ano (1996)[312] vs. Eric Bischoff
  - Rivalidade do Ano (1998, 1999)[312] vs. Stone Cold Steve Austin
  - Rivalidade do Ano (2001)[312] vs. Shane McMahon
  - Luta do Ano (2006)[312] vs. Shawn Michaels em uma luta No Holds Barred no WrestleMania 22
  - Prêmio Stanley Weston (2009)[312]
- Professional Wrestling Hall of Fame and Museum
  - Não-Participantes / Colegas (Classe de 2011)[313]
- World Wrestling Federation/Entertainment
  - ECW World Championship (1 vez)[314]
  - WWF Championship (1 vez)[315]
  - Royal Rumble (1999)[316]
- Wrestling Observer Newsletter
  - Mais Nojento (1983, 1984, 1985, 1986, 1990, 1993)[317]
  - Melhor Não-Lutador (1999, 2000)[317]
  - Melhor Roteirista (1987, 1998, 1999, 2000)[317]
  - Promotor do Ano (1988, 1998, 1999, 2000)[317]
  - Rivalidade do Ano (1998, 1999)[317] vs. Stone Cold Steve Austin
  - Hall da Fama da Wrestling Observer Newsletter[318] (Classe de 1996)